# Finnland beim Eurovision Song Contest
Teilnehmende Rundfunkanstalt

Erste Teilnahme
1961
Anzahl der Teilnahmen
58 (Stand 2025)
Höchste Platzierung
1 (2006)
Höchste Punktzahl
526 (2023)
Niedrigste Punktzahl
0 (1963, 1965, 1982)
Punkteschnitt (seit erstem Beitrag)
40,68 (Stand 2021)
Punkteschnitt pro abstimmendem Land im 12-Punkte-System
1,43 (Stand 2021)
Dieser Artikel befasst sich mit der Geschichte Finnlands als Teilnehmer am Eurovision Song Contest.

## Regelmäßigkeit der Teilnahme und Erfolge im Wettbewerb

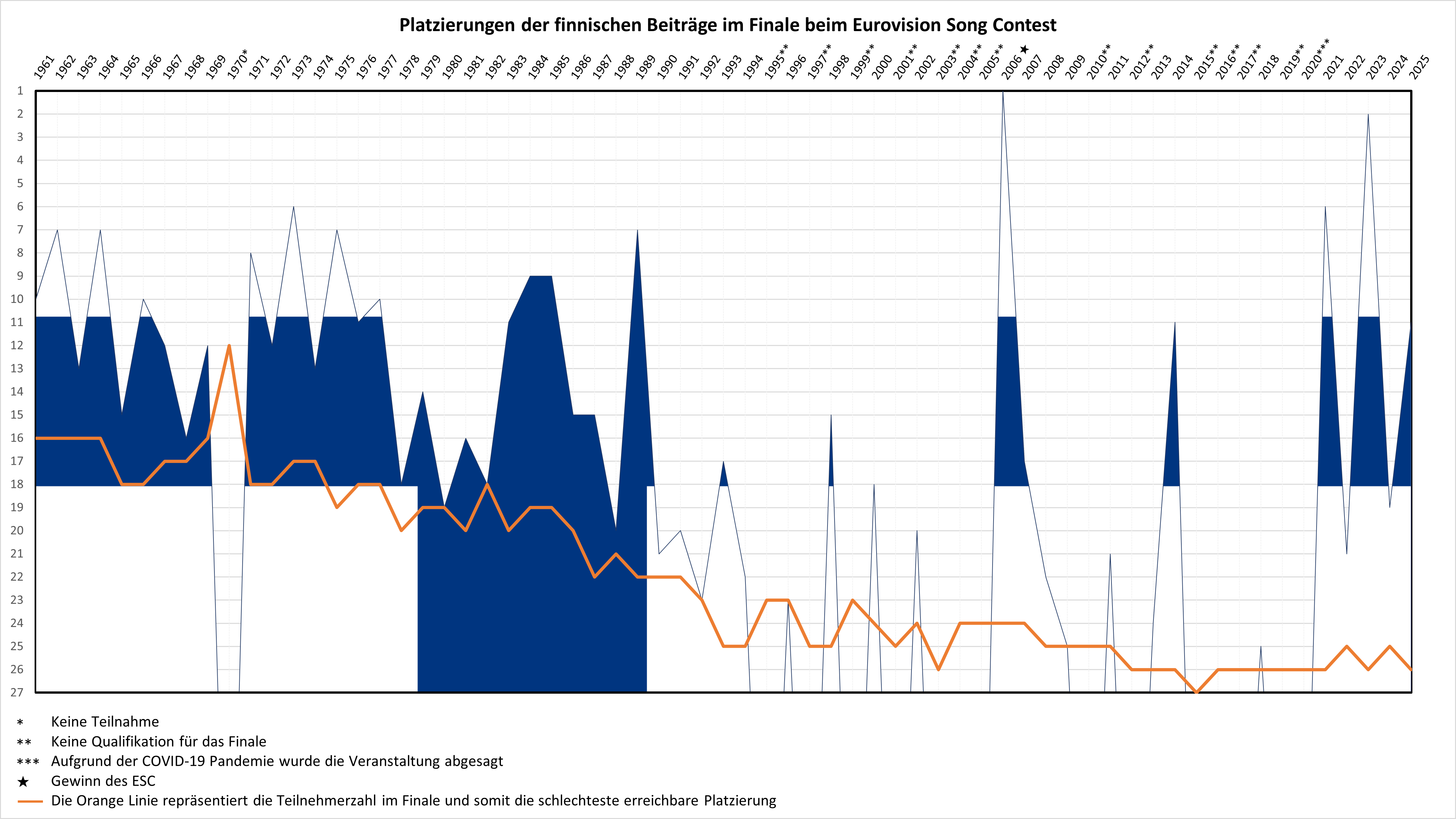
Platzierungen Finnlands im Finale (Stand 2025)

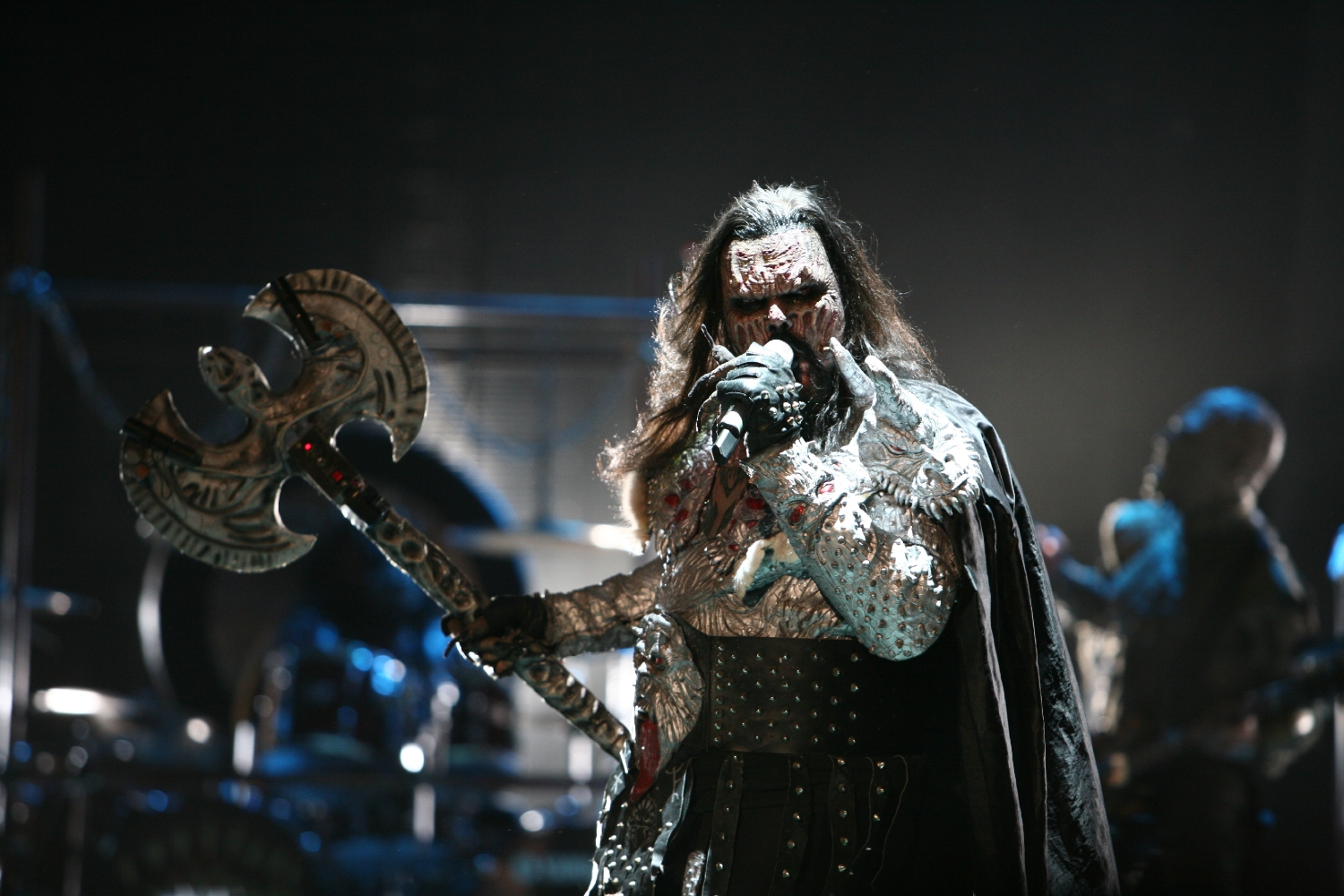
Lordi konnte 2006 Finnlands bisher einzigen Sieg erringen

Finnland nahm erstmals 1961 am Eurovision Song Contest teil. Beim Debüt erreichte das Land mit Platz 10 von 16 eine durchschnittliche Platzierung. 1962 wurde mit Platz 7 von 16 dann ein gutes Ergebnis erzielt. 1963 landete Finnland zum ersten Mal auf dem letzten Platz. Allerdings war es ein geteilter letzter Platz, da drei weitere Länder ebenfalls mit 0 Punkten Letzter wurden. 1964 konnte Lasse Mårtenson dasselbe Ergebnis wie Marion Rung 1962 erreichen und holte mit Platz 7 eine gute Platzierung. 1965 wurde man erneut Letzter mit 0 Punkten. Das Land teilte sich diesen Platz wieder mit drei weiteren Ländern.
1966 wurde mit Platz 10 von 18 wieder ein durchschnittliches Ergebnis erreicht. Auch 1967 und 1969 wurde mit Platz 12 nur ein durchschnittlicher Platz erreicht. 1968 wurde Finnland zum dritten Mal Letzter. Dieses Mal aber erhielt das Land einen Punkt und teilte sich zusammen mit den Niederlanden diesen Platz. 1970 verzichtete Finnland wie die anderen skandinavischen Nationen, Portugal und Österreich aus Ärger über das Wertungssystem auf eine Teilnahme. Erst 1971 kehrte Finnland zum Wettbewerb zurück.
1971 gelang bei der Rückkehr mit Rang 8 von 18 eine gute Platzierung. 1972 wurde mit Platz 12 ein durchschnittlicher Platz erreicht. Marion Rung belegte 1973 Platz 6 für Finnland. Es war Finnlands bis dahin beste Platzierung im Wettbewerb. Mit 93 Punkten holte sie zudem Finnlands bis dahin höchste Punktzahl im Wettbewerb. Dieser Erfolg konnte 1974 allerdings nicht wiederholt werden. Carita holte mit Platz 13 von 17 wieder nur einen eher durchschnittlichen Platz. 1975 wurde hingegen mit Platz 7 wieder ein gutes Ergebnis erreicht.
Von 1976 bis 1983 war Finnland eher unterdurchschnittlich erfolgreich im Wettbewerb. 1976 und 1977 wurde mit Platz 10 und 11 jeweils nur ein durchschnittlicher Platz geholt. 1978 wurde das Land Drittletzter. 1979 und 1981 wurde mit Platz 14 und Platz 16 wieder ein eher mäßiger Platz erreicht. 1980 und 1982 wurde das Land jeweils wieder Letzter. 1982 erreichte der Beitrag sogar 0 Punkte. Auch 1983 war Platz 11 wieder eher durchschnittlich.
1984 und 1985 erreichte das Land mit Platz 9 von 19 eine jeweils gute Platzierung und erreichte die erste Platzierung unter den besten Zehn seit 1977. 1986 und 1987 wurde mit Platz 15 wieder eine eher mäßige Platzierung erreicht. 1988 wurde Finnland Vorletzter. Erst 1989 wurde mit Platz 7 wieder eine Platzierung unter den besten Zehn erreicht. 1990 erreichte das Land wieder einen geteilten letzten Platz. 1991 wurde Finnland wieder Drittletzter. 1992 wurde das Land erneut Letzter. Auch 1993 und 1994 erreichte Finnland mit Platz 17 und 22 eher mäßige Platzierungen. Durch diese ganzen Misserfolge musste das Land 1995 aussetzen und fehlte somit zum ersten Mal seit 1970 beim Wettbewerb.
Auch 1996 wurde Finnland wieder Letzter und durfte damit 1997 nicht teilnehmen. Auch der eher durchschnittliche Platz 15 1998 reichte nicht, so dass Finnland auch 1999 wieder aussetzen musste. Auch im Jahre 2000 wurde mit Platz 18 von 24 eine durchschnittliche Platzierung erreicht, so dass das Land 2001 erneut aussetzen musste. Auch 2002 wurde mit Platz 20 von 24 wieder eine mäßige Platzierung erreicht, so dass auch 2003 Finnland wieder aussetzen musste. 2004, als die Halbfinals eingeführt wurden, konnte Finnland sich nicht für das Finale qualifizieren. Auch 2005 wurde das Finale nicht erreicht.
2006 konnte Finnland seinen ersten Sieg beim Wettbewerb einfahren. Es war der bereits 40. Anlauf beim Wettbewerb für Finnland. Kein anderes Land hatte bis dahin so lange auf einen Sieg warten müssen. Mit 292 Punkten holte die Band Lordi Finnlands bis dahin höchste Punktzahl im Wettbewerb. 2007, als Finnland den Wettbewerb zum ersten Mal austrug, konnte Hanna Pakarinen diesen Erfolg nicht weiterführen und holte mit Platz 17 wieder eine eher durchschnittliche Platzierung.
2008 und 2009 konnte sich Finnland dann zwar für das Finale qualifizieren, erreichte 2008 mit Platz 22 aber eine schlechte Platzierung. 2009 wurde das Land Letzter im Finale. 2010 konnte sich Finnland zum ersten Mal seit 2005 nicht für das Finale qualifizieren.
2011 konnte Paradise Oskar zwar Platz 3 im Halbfinale erreichen, holte im Finale aber nur Platz 21. 2012 schied der finnische Beitrag erneut im Halbfinale aus. 2013 gelang es Krista Siegfrids zwar, sich für das Finale zu qualifizieren, wurde dort aber Drittletzte. Die Band Softengine holte 2014 Platz 3 im Halbfinale und konnte im Finale Platz 11 erreichen. Damit landete Finnland zum ersten Mal seit Lordis Sieg 2006 in der linken Tabellenhälfte und holte somit auch den besten Platz seit acht Jahren. 2015 schied man wieder im Halbfinale aus. Auch 2016 und 2017 verpassten die finnischen Beiträge das Finale.
Erst 2018 konnte Saara Aalto wieder das Finale für Finnland erreichen und landete dort auf dem vorletzten Platz. 2019 schickte das Land DJ Darude mit Sänger Sebastian Rejman. Sie landeten im Halbfinale auf dem letzten Platz, womit Finnland bereits im Halbfinale ausschied.

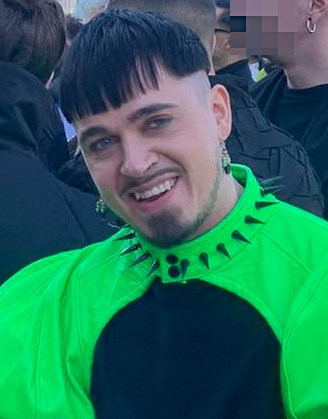
Käärijä konnte 2023 mit Platz 2 die beste Platzierung Finnlands seit 2006 einholen

Blind Channel gelang es 2021, wieder für Finnland ins Finale einzuziehen. Dort belegte der Beitrag Dark Side Platz 6, welches das beste Ergebnis Finnlands seit 2006 war. Ebenso war es das zweitbeste Ergebnis im Wettbewerb für Finnland. 2022 qualifizierte man sich erneut für das Finale, konnte mit Platz 21 von 25 allerdings nicht an die erfolgreiche Platzierung im Vorjahr anknüpfen. 2023 konnte Käärijä als Zweitplatzierter hinter dem Gewinner Schweden beinahe den Wettbewerb für sich entscheiden. Beim Zuschauervoting erhielt er mit deutlichem Abstand die meisten Stimmen, blieb aber aufgrund eines ebenso signifikanten Unterschieds in der Juryabstimmung hinter dem Sieger zurück. Mit 526 Punkten wurde ein neuer Punkterekord für Finnland aufgestellt, der den von 2021 überbot. Auch 2024 konnte sich Finnland für das Finale qualifizieren, wo man mit Platz 19 allerdings deutlich schlechter abschnitt, als im Vorjahr. Auch 2025 erreichte Finnland das Finale und verfehlte mit Platz 11 knapp die Top Ten. Zum ersten Mal seit der Einführung der Halbfinale konnte sich Finnland fünf Mal hintereinander für das Finale qualifizieren.
Insgesamt landeten nur 13 der 58 Beiträge in der linken Tabellenhälfte. Mit elf letzten Plätzen gehört Finnland zu den Ländern, die am häufigsten Letzter wurden. Lediglich Norwegen wurde häufiger, nämlich zwölfmal, Letzter. Zudem verpasste das Land achtmal das Finale und erreichte nur wenige Platzierungen unter den ersten Zehn. Dennoch gewann das Land 2006 den Wettbewerb und erreichte 2023 den zweiten Platz. Damit zählt Finnland zu den eher wenig erfolgreichen Länder des ESC.

## Liste der Beiträge
Farblegende:
– 1. Platz. 
– 2. Platz. 
– 3. Platz. 
– Punktgleichheit mit dem letzten Platz.
– ausgeschieden im Halbfinale/in der Qualifikation/im osteuropäischen Vorentscheid.
– keine Teilnahme/nicht qualifiziert.
– Absage des Eurovision Song Contests.
| Jahr | Interpret                     | Lied Musik (M) und Text (T) | Sprache                       | Übersetzung                                     | Finale                                           | Finale                                           | Halbfinale/ Qualifikation                        | Halbfinale/ Qualifikation                        | Nationaler Vorentscheid                               |
| Jahr | Interpret                     | Lied Musik (M) und Text (T) | Sprache                       | Übersetzung                                     | Platz                                            | Punkte                                           | Platz                                            | Punkte                                           | Nationaler Vorentscheid                               |
| ---- | ----------------------------- | --- | ----------------------------- | ----------------------------------------------- | ------------------------------------------------ | ------------------------------------------------ | ------------------------------------------------ | ------------------------------------------------ | ----------------------------------------------------- |
| 1961 | Laila Kinnunen                | Valoa ikkunassa M: Eino Hurme; T: Sauvo Puhtila | Finnisch                      | Licht im Fenster                                | 10 / 16                                          | 6                                                | Kein Halbfinale ausgetragen                      | Kein Halbfinale ausgetragen                      | Euroviisukarsinta 1961                                |
| 1962 | Marion Rung                   | Tipi-tii M/T: Kari Tuomisaari, Jaakko Salo | Finnisch                      | –                                               | 7 / 16                                           | 4                                                | Kein Halbfinale ausgetragen                      | Kein Halbfinale ausgetragen                      | Interpret interne Auswahl Lied Euroviisukarsinta 1962 |
| 1963 | Laila Halme                   | Muistojeni laulu M: Börje Sundgren; T: Muistojeni Laulu | Finnisch                      | Das Lied meiner Erinnerungen                    | 13 / 16                                          | 0                                                | Kein Halbfinale ausgetragen                      | Kein Halbfinale ausgetragen                      | Interpret interne Auswahl Lied Euroviisukarsinta 1963 |
| 1964 | Lasse Mårtenson               | Laiskotellen M: Lasse Mårtenson; T: Sauvo Puhtila | Finnisch                      | Faulenzer                                       | 7 / 16                                           | 9                                                | Kein Halbfinale ausgetragen                      | Kein Halbfinale ausgetragen                      | Euroviisukarsinta 1964                                |
| 1965 | Viktor Klimenko               | Aurinko laskee länteen M: Toivo Kärki; T: Reino Helismaa | Finnisch                      | Die Sonne wandert nach Westen                   | 15 / 18                                          | 0                                                | Kein Halbfinale ausgetragen                      | Kein Halbfinale ausgetragen                      | Euroviisukarsinta 1965                                |
| 1966 | Ann Christine                 | Playboy M/T: Ossi Runne | Finnisch                      | –                                               | 10 / 18                                          | 7                                                | Kein Halbfinale ausgetragen                      | Kein Halbfinale ausgetragen                      | Euroviisukarsinta 1966                                |
| 1967 | Fredi                         | Varjoon-suojaan M: Lasse Mårtenson; T: Alvi Vuorinen | Finnisch                      | Im Schatten – im Schutz                         | 12 / 17                                          | 3                                                | Kein Halbfinale ausgetragen                      | Kein Halbfinale ausgetragen                      | Euroviisukarsinta 1967                                |
| 1968 | Kristina Hautala              | Kun kello käy M: Esko Linnavalli; T: Juha Vainio | Finnisch                      | Wenn die Uhr tickt                              | 16 / 17                                          | 1                                                | Kein Halbfinale ausgetragen                      | Kein Halbfinale ausgetragen                      | Euroviisukarsinta 1968                                |
| 1969 | Jarkko & Laura                | Kuin silloin ennen M: Toivo Kärki; T: Juha Vainio | Finnisch                      | Wie in diesen Zeiten                            | 12 / 16                                          | 6                                                | Kein Halbfinale ausgetragen                      | Kein Halbfinale ausgetragen                      | Euroviisukarsinta 1969                                |
| 1970 | Auf Teilnahme verzichtet      | Auf Teilnahme verzichtet | Auf Teilnahme verzichtet      | Auf Teilnahme verzichtet                        | Auf Teilnahme verzichtet                         | Auf Teilnahme verzichtet                         | Auf Teilnahme verzichtet                         | Auf Teilnahme verzichtet                         | Auf Teilnahme verzichtet                              |
| 1971 | Markku Aro & Koivistolaiset   | Tie uuteen päivään M/T: Rauno Lehtinen | Finnisch                      | Weg in einen neuen Tag                          | 8 / 18                                           | 84                                               | Kein Halbfinale ausgetragen                      | Kein Halbfinale ausgetragen                      | Euroviisukarsinta 1971                                |
| 1972 | Päivi Paunu & Kim Floor       | Muistathan? M: Juha Flinck, Nacke Johansson; T: Juha Flinck | Finnisch                      | Erinnerst du dich?                              | 12 / 18                                          | 78                                               | Kein Halbfinale ausgetragen                      | Kein Halbfinale ausgetragen                      | Euroviisukarsinta 1972                                |
| 1973 | Marion Rung                   | Tom Tom Tom M: Rauno Lehtinen; T: Bob Barratt | Englisch                      | –                                               | 6 / 17                                           | 93                                               | Kein Halbfinale ausgetragen                      | Kein Halbfinale ausgetragen                      | Euroviisukarsinta 1973                                |
| 1974 | Carita                        | Keep Me Warm M: Eero Koivistoinen; T: Hector | Englisch                      | Halt mich warm                                  | 13 / 17                                          | 4                                                | Kein Halbfinale ausgetragen                      | Kein Halbfinale ausgetragen                      | Euroviisukarsinta 1974                                |
| 1975 | Pihasoittajat                 | Old Man Fiddle M: Kim Kuusi; T: Hannu Karlsson | Englisch                      | Die Geige des alten Mannes                      | 7 / 19                                           | 74                                               | Kein Halbfinale ausgetragen                      | Kein Halbfinale ausgetragen                      | Euroviisukarsinta 1975                                |
| 1976 | Fredi & Ystävät               | Pump Pump M: Vexi Salmi; T: Matti Siitonen | Englisch                      | –                                               | 11 / 18                                          | 44                                               | Kein Halbfinale ausgetragen                      | Kein Halbfinale ausgetragen                      | Euroviisukarsinta 1976                                |
| 1977 | Monica Aspelund               | Lapponia M: Aarno Raninen; T: Monica Aspelund | Finnisch                      | Lappland                                        | 10 / 18                                          | 50                                               | Kein Halbfinale ausgetragen                      | Kein Halbfinale ausgetragen                      | Euroviisukarsinta 1977                                |
| 1978 | Seija Simola                  | Anna rakkaudelle tilaisuus M: Reijo Karvonen; T: Reijo Karvonen, Seija Simola                                                                                        | Finnisch                      | Gib der Liebe eine Chance                       | 18 / 20                                          | 2                                                | Kein Halbfinale ausgetragen                      | Kein Halbfinale ausgetragen                      | Euroviisukarsinta 1978                                |
| 1979 | Katri Helena                  | Katson sineen taivaan M: Matti Siitonen; T: Vexi Salmi | Finnisch                      | Ich schaue mir den blauen Himmel an             | 14 / 19                                          | 38                                               | Kein Halbfinale ausgetragen                      | Kein Halbfinale ausgetragen                      | Euroviisukarsinta 1979                                |
| 1980 | Vesa-Matti Loiri              | Huilumies M: Aarno Raninen; T: Vexi Salmi | Finnisch                      | Der Flötenspieler                               | 19 / 19                                          | 6                                                | Kein Halbfinale ausgetragen                      | Kein Halbfinale ausgetragen                      | Euroviisukarsinta 1980                                |
| 1981 | Riki Sorsa                    | Reggae Ok M: Jim Pembroke; T: Olli Ojala | Finnisch                      | Reggae geht in Ordnung                          | 16 / 20                                          | 27                                               | Kein Halbfinale ausgetragen                      | Kein Halbfinale ausgetragen                      | Euroviisukarsinta 1981                                |
| 1982 | Kojo                          | Nuku pommiin M: Jim Pembroke, Otto Donne; T: Juice Leskinen | Finnisch                      | Verschlafe (wörtl. etwa: Schlafe bis zur Bombe) | 18 / 18                                          | 0                                                | Kein Halbfinale ausgetragen                      | Kein Halbfinale ausgetragen                      | Euroviisukarsinta 1982                                |
| 1983 | Ami Aspelund                  | Fantasiaa M: Kari Kuusamo; T: Kaisu Liuhala | Finnisch                      | Fantasie                                        | 11 / 20                                          | 41                                               | Kein Halbfinale ausgetragen                      | Kein Halbfinale ausgetragen                      | Euroviisukarsinta 1983                                |
| 1984 | Kirka                         | Hengaillaan M: Jukka Siikavire; T: Jussi Tuominen | Finnisch                      | Lasst uns abhängen                              | 9 / 19                                           | 46                                               | Kein Halbfinale ausgetragen                      | Kein Halbfinale ausgetragen                      | Euroviisukarsinta 1984                                |
| 1985 | Sonja Lumme                   | Eläköön elämä M: Petri Laaksonen; T: Veli-Pekka Lehto | Finnisch                      | Lang lebe das Leben                             | 9 / 19                                           | 58                                               | Kein Halbfinale ausgetragen                      | Kein Halbfinale ausgetragen                      | Euroviisukarsinta 1985                                |
| 1986 | Kari Kuivalainen              | Never the End M/T: Kari Kuivalainen | Finnisch a                    | Kein Ende                                       | 15 / 20                                          | 22                                               | Kein Halbfinale ausgetragen                      | Kein Halbfinale ausgetragen                      | Euroviisukarsinta 1986                                |
| 1987 | Vicky Rosti & Boulevard       | Sata salamaa M: Petri Laaksonen; T: Veli-Pekka Lehto | Finnisch                      | Hundert Blitze                                  | 15 / 22                                          | 32                                               | Kein Halbfinale ausgetragen                      | Kein Halbfinale ausgetragen                      | Euroviisukarsinta 1987                                |
| 1988 | Boulevard                     | Nauravat silmät muistetaan M: Pepe Willberg; T: Kirsti Willberg | Finnisch                      | An lachende Augen erinnert man sich             | 20 / 21                                          | 3                                                | Kein Halbfinale ausgetragen                      | Kein Halbfinale ausgetragen                      | Euroviisukarsinta 1988                                |
| 1989 | Anneli Saaristo               | La dolce vita M: Matti Puurtinen; T: Turkka Mali | Finnisch b                    | Das süße Leben                                  | 7 / 22                                           | 76                                               | Kein Halbfinale ausgetragen                      | Kein Halbfinale ausgetragen                      | Euroviisukarsinta 1989                                |
| 1990 | Beat                          | Fri? M: Kim Engblom, Janne Engblom, Tina Krause; T: Stina Engblom | Schwedisch                    | Frei?                                           | 21 / 22                                          | 8                                                | Kein Halbfinale ausgetragen                      | Kein Halbfinale ausgetragen                      | Euroviisukarsinta 1990                                |
| 1991 | Kaija                         | Hullu yö M: Ile Kallio; T: Jukka Välimaa | Finnisch                      | Eine verrückte Nacht                            | 20 / 22                                          | 6                                                | Kein Halbfinale ausgetragen                      | Kein Halbfinale ausgetragen                      | Euroviisukarsinta 1991                                |
| 1992 | Pave Maijanen                 | Yamma, yamma M: Pave Maijanen; T: Hector | Finnisch                      | –                                               | 23 / 23                                          | 4                                                | Kein Halbfinale ausgetragen                      | Kein Halbfinale ausgetragen                      | Euroviisukarsinta 1992                                |
| 1993 | Katri Helena                  | Tule luo M: Matti Puurtinen; T: Jukka Saarinen | Finnisch                      | Komm zu mir                                     | 17 / 25                                          | 20                                               | Kein Halbfinale ausgetragen                      | Kein Halbfinale ausgetragen                      | Euroviisukarsinta 1993                                |
| 1994 | CatCat                        | Bye Bye Baby M/T: Kari Salli, Markku „Make“ Lentonen | Finnisch mit englischem Titel | Auf Wiedersehen, Schatz                         | 22 / 25                                          | 11                                               | Direkt für das Finale qualifiziert               | Direkt für das Finale qualifiziert               | Euroviisukarsinta 1994                                |
| 1995 | Nicht qualifiziert            | Nicht qualifiziert | Nicht qualifiziert            | Nicht qualifiziert                              | Nicht qualifiziert                               | Nicht qualifiziert                               | Nicht qualifiziert                               | Nicht qualifiziert                               | Nicht qualifiziert                                    |
| 1996 | Jasmine                       | Niin kaunis on taivas M/T: Timo Niemi | Finnisch                      | Wie schön ist der Himmel                        | 23 / 23                                          | 9                                                | 22 / 29                                          | 36                                               | Euroviisukarsinta 1996                                |
| 1997 | Nicht qualifiziert            | Nicht qualifiziert | Nicht qualifiziert            | Nicht qualifiziert                              | Nicht qualifiziert                               | Nicht qualifiziert                               | Nicht qualifiziert                               | Nicht qualifiziert                               | Nicht qualifiziert                                    |
| 1998 | Edea                          | Aava M: Alexi Ahoniemi; T: Tommy Mansikka-aho | Finnisch                      | Offene Landschaft                               | 15 / 25                                          | 22                                               | Direkt für das Finale qualifiziert               | Direkt für das Finale qualifiziert               | Euroviisukarsinta 1998                                |
| 1999 | Nicht qualifiziert            | Nicht qualifiziert | Nicht qualifiziert            | Nicht qualifiziert                              | Nicht qualifiziert                               | Nicht qualifiziert                               | Nicht qualifiziert                               | Nicht qualifiziert                               | Nicht qualifiziert                                    |
| 2000 | Nina Åström                   | A Little Bit M: Luca Genta; T: Gerrit aan ’t Goor | Englisch                      | Ein bisschen                                    | 18 / 24                                          | 18                                               | Direkt für das Finale qualifiziert               | Direkt für das Finale qualifiziert               | Euroviisukarsinta 2000                                |
| 2001 | Nicht qualifiziert            | Nicht qualifiziert | Nicht qualifiziert            | Nicht qualifiziert                              | Nicht qualifiziert                               | Nicht qualifiziert                               | Nicht qualifiziert                               | Nicht qualifiziert                               | Nicht qualifiziert                                    |
| 2002 | Laura                         | Addicted to You M: Maki Kolehmainen; T: Janina Frostell, Tracy Lipp                                                                                                  | Englisch                      | Süchtig nach dir                                | 20 / 24                                          | 24                                               | Direkt für das Finale qualifiziert               | Direkt für das Finale qualifiziert               | Euroviisukarsinta 2002                                |
| 2003 | Nicht qualifiziert            | Nicht qualifiziert | Nicht qualifiziert            | Nicht qualifiziert                              | Nicht qualifiziert                               | Nicht qualifiziert                               | Nicht qualifiziert                               | Nicht qualifiziert                               | Nicht qualifiziert                                    |
| 2004 | Jari Sillanpää                | Takes 2 to Tango M: Mika Toivanen; T: Jari Sillanpää | Englisch                      | Man braucht zwei zum Tanzen eines Tangos        | Ausgeschieden                                    | Ausgeschieden                                    | 14 / 22                                          | 51                                               | Euroviisukarsinta 2004                                |
| 2005 | Geir Rönning                  | Why M: Mika Toivanen; T: Steven Stewart | Englisch                      | Warum                                           | Ausgeschieden                                    | Ausgeschieden                                    | 18 / 25                                          | 50                                               | Euroviisukarsinta 2005                                |
| 2006 | Lordi                         | Hard Rock Hallelujah M/T: Mr. Lordi | Englisch                      | –                                               | 1 / 24                                           | 292                                              | 1 / 23                                           | 292                                              | Euroviisukarsinta 2006                                |
| 2007 | Hanna Pakarinen               | Leave Me Alone M: Martti Vuorinen, Miikka Huttunen; T: Martti Vuorinen, Hanna Pakarinen                                                                              | Englisch                      | Lass mich allein                                | 17 / 24                                          | 53                                               | Direkt für das Finale qualifiziert               | Direkt für das Finale qualifiziert               | Euroviisukarsinta 2007                                |
| 2008 | Teräsbetoni                   | Missä miehet ratsastaa M/T: J. Ahola | Finnisch                      | Wo die Männer reiten                            | 22 / 25                                          | 35                                               | 8 / 19                                           | 79                                               | Euroviisukarsinta 2008                                |
| 2009 | Waldo’s People                | Lose Control M: Ari Lehtonen, Karima; T: Waldo, Ari Lehtonen, Karima, Annie Kratz Gutå                                                                               | Englisch                      | Die Kontrolle verlieren                         | 25 / 25                                          | 22                                               | 12 / 18                                          | 42                                               | Euroviisukarsinta 2009                                |
| 2010 | Kuunkuiskaajat                | Työlki ellää M/T: Timo Kiiskinen | Finnisch                      | Man kann auch durch Arbeiten leben              | Ausgeschieden                                    | Ausgeschieden                                    | 11 / 17                                          | 49                                               | Euroviisukarsinta 2010                                |
| 2011 | Paradise Oskar                | Da da dam M/T: Axel Ehnström | Englisch                      | Da da dam                                       | 21 / 25                                          | 57                                               | 3 / 19                                           | 103                                              | Euroviisukarsinta 2011                                |
| 2012 | Pernilla Karlsson             | När jag blundar M/T: Jonas Karlsson | Schwedisch                    | Wenn ich meine Augen schließe                   | Ausgeschieden                                    | Ausgeschieden                                    | 12 / 18                                          | 41                                               | Uuden Musiikin Kilpailu 2012                          |
| 2013 | Krista Siegfrids              | Marry Me M/T: Krista Siegfrids, Erik Nyholm, Kristoffer Karlsson, Jessica Lundström                                                                                  | Englisch                      | Heirate mich                                    | 24 / 26                                          | 13                                               | 9 / 17                                           | 66                                               | Uuden Musiikin Kilpailu 2013                          |
| 2014 | Softengine                    | Something Better M: Topi Latukka; T: Topi Latukka, Henri Oskár | Englisch                      | Etwas Besseres                                  | 11 / 26                                          | 72                                               | 3 / 15                                           | 97                                               | Uuden Musiikin Kilpailu 2014                          |
| 2015 | Pertti Kurikan Nimipäivät     | Aina mun pitää M/T: Pertti Kurikan Nimipäivät | Finnisch                      | Ich muss immer                                  | Ausgeschieden                                    | Ausgeschieden                                    | 16 / 16                                          | 13                                               | Uuden Musiikin Kilpailu 2015                          |
| 2016 | Sandhja                       | Sing It Away M: Heikki Korhonen, Markus Savijoki, Milos Rosas, Petri Matara, Sandhja Kuivalainen; T: Sandhja Kuivalainen, Petri Matara, Milos Rosas, Markus Savijoki | Englisch                      | Singe es weg                                    | Ausgeschieden                                    | Ausgeschieden                                    | 15 / 18                                          | 51                                               | Uuden Musiikin Kilpailu 2016                          |
| 2017 | Norma John                    | Blackbird M/T: Lasse Piirainen, Leena Tirronen | Englisch                      | Amsel                                           | Ausgeschieden                                    | Ausgeschieden                                    | 12 / 18                                          | 92                                               | Uuden Musiikin Kilpailu 2017                          |
| 2018 | Saara Aalto                   | Monsters M/T: Saara Aalto, Joy Deb, Linnea Deb, Ki Fitzgerald | Englisch                      | Monster                                         | 25 / 26                                          | 46                                               | 10 / 19                                          | 108                                              | Uuden Musiikin Kilpailu 2018                          |
| 2019 | Darude feat. Sebastian Rejman | Look Away M/T: Sebastian Rejman, Ville Virtanen | Englisch                      | Schau weg                                       | Ausgeschieden                                    | Ausgeschieden                                    | 17 / 17                                          | 23                                               | Uuden Musiikin Kilpailu 2019                          |
| 2020 | Aksel Kankaanranta            | Looking Back M/T: Joonas Angeria, Whitney Phillips, Connor McDonough, Riley McDonough, Toby McDonough                                                                | Englisch                      | Zurückschauen                                   | Absage wegen der COVID-19-Pandemie durch die EBU | Absage wegen der COVID-19-Pandemie durch die EBU | Absage wegen der COVID-19-Pandemie durch die EBU | Absage wegen der COVID-19-Pandemie durch die EBU | Uuden Musiikin Kilpailu 2020                          |
| 2021 | Blind Channel                 | Dark Side M/T: Aleksi Kaunisvesi, Joonas Porko, Joel Hokka, Niko Moilanen, Olli Matela                                                                               | Englisch                      | Dunkle Seite                                    | 6 / 26                                           | 301                                              | 5 / 17                                           | 234                                              | Uuden Musiikin Kilpailu 2021                          |
| 2022 | The Rasmus                    | Jezebel M/T: Lauri Ylönen, Desmond Child | Englisch                      | Isebel                                          | 21 / 25                                          | 38                                               | 7 / 18                                           | 172                                              | Uuden Musiikin Kilpailu 2022                          |
| 2023 | Käärijä                       | Cha Cha Cha M: Johannes Naukkarinen, Aleksi Nurmi, Jukka Sorsa; T: Jere Pöyhönen, Aleksi Nurmi, Johannes Naukkarinen                                                 | Finnisch                      | –                                               | 2 / 26                                           | 526                                              | 1 / 15                                           | 177                                              | Uuden Musiikin Kilpailu 2023                          |
| 2024 | Windows95man                  | No Rules! M/T: Jussi Roine, Henri Piispanen, Teemu Keisteri | Englisch                      | Keine Regeln!                                   | 19 / 25                                          | 38                                               | 7 / 15                                           | 59                                               | Uuden Musiikin Kilpailu 2024                          |
| 2025 | Erika Vikman                  | Ich komme M/T: Christel Roosberg, Jori Roosberg | Finnisch c                    | –                                               | 11 / 26                                          | 196                                              | 3 / 16                                           | 115                                              | Uuden Musiikin Kilpailu 2025                          |

## Nationale Vorentscheidungen
siehe auch: Finnische Vorausscheidungen zum Eurovision Song Contest
Bis einschließlich 2011 fand das nationale finnische Finale unter dem Namen Euroviisukarsinta (Eurovisionvorentscheidung) statt. Gleich bei der ersten Teilnahme im Jahr 1961 gab es zudem auch ein Halbfinale. Nach zwei Jahren mit dem Modus „Ein Lied – zwei Sänger“ kehrte man ab 1964 zum alten System zurück. 1968 fand zum ersten Mal eine Publikumsabstimmung statt – in diesem Fall mithilfe von Postkarten. Grundsätzlich nahmen immer acht Teilnehmer am finnischen Finale teil. 1994 wurde in der finnischen Vorentscheidung das Televoting eingeführt – drei Jahre vor der ersten Telefonabstimmung beim Eurovision Song Contest.
2012 wurde dann die Vorentscheidung Euroviisukarsinta eingestellt. Seither fungiert die extra als Vorentscheidung entwickelte Show Uuden Musiikin Kilpailu (Wettbewerb für neue Musik) als Vorentscheidung.
Bis 2018 wurde jeder Interpret Finnlands durch eine nationale Vorentscheidung gewählt. Allerdings wurden Saara Aalto 2018 sowie Darude feat. Sebastian Rejman 2019 intern von YLE ausgewählt. Ihr dazugehöriges Lied wurde in einer nationalen Vorentscheidung ermittelt.
Seit 2020 findet die finnische Vorentscheidung wieder mit mehreren Künstlern statt, die sich im Vorfeld bewerben konnten.

## Sprachen
In den Jahren, in denen die Sprache freigestellt war (also von 1973 bis 1976 und seit 1999), nutzte das Land meistens die Gelegenheit, auf Englisch zu singen. Ausnahmen davon sind Missä miehet ratstastaa von 2008, Työlki ellää von 2010 (beide Finnisch), När jag blundar von 2012 (Schwedisch) und Aina mun pitää von 2015 (Finnisch). 2023 und 2025 schickte Finnland wieder 2 Beiträge in Finnischer Sprache, der 2025 entsendete Beitrag trug mit Ich komme zudem einen deutschen Titel. In den Jahren ohne Sprachfreiheit wurden nahezu alle Beiträge auf Finnisch dargeboten, lediglich 1990 sangen Beat ihren Beitrag Fri? auf Schwedisch – Finnlands zweiter Amtssprache.

## Ausgetragene Wettbewerbe
| Jahr | Stadt    | Austragungsort  | Moderation                        |
| ---- | -------- | --------------- | --------------------------------- |
| 2007 | Helsinki | Hartwall Areena | Jaana Pelkonen & Mikko Leppilampi |

## Liste der Dirigenten
| Jahr | Dirigent                 |
| ---- | ------------------------ |
| 1961 | George de Godzinsky      |
| 1962 | George de Godzinsky      |
| 1963 | George de Godzinsky      |
| 1964 | George de Godzinsky      |
| 1965 | George de Godzinsky      |
| 1966 | Ossi Runne               |
| 1967 | Ossi Runne               |
| 1968 | Ossi Runne               |
| 1969 | Ossi Runne               |
| 1970 | Auf Teilnahme verzichtet |
| 1971 | Ossi Runne               |
| 1972 | Ossi Runne               |
| 1973 | Ossi Runne               |
| 1974 | Ossi Runne               |
| 1975 | Ossi Runne               |
| 1976 | Ossi Runne               |
| 1977 | Ossi Runne               |
| 1978 | Ossi Runne               |
| 1979 | Ossi Runne               |
| 1980 | Ossi Runne               |
| 1981 | Henrik Otto Donner       |
| 1982 | Ossi Runne               |
| 1983 | Ossi Runne               |
| 1984 | Ossi Runne               |
| 1985 | Ossi Runne               |
| 1986 | Ossi Runne               |
| 1987 | Ossi Runne               |
| 1988 | Ossi Runne               |
| 1989 | Ossi Runne               |
| 1990 | Olli Ahvenlahti          |
| 1991 | Olli Ahvenlahti          |
| 1992 | Olli Ahvenlahti          |
| 1993 | Olli Ahvenlahti          |
| 1994 | Olli Ahvenlahti          |
| 1995 | Nicht qualifiziert       |
| 1996 | Olli Ahvenlahti          |
| 1997 | Nicht qualifiziert       |
| 1998 | Olli Ahvenlahti          |

## Liste der Kommentatoren und Punktesprecher
Diese Liste der Kommentatoren und Punktesprecher beginnt mit dem Beginn der TV-Übertragungen in Finnland. Seit 2016 kommentiert Mikko Silvennoinen den ESC für das finnische Fernsehen.
| Jahr | finnischer Kommentator                             | schwedischer Kommentator                | Punktesprecher           |
| ---- | -------------------------------------------------- | --------------------------------------- | ------------------------ |
| 1960 | Aarno Walli                                        | Keine Übertragung                       | Nicht teilgenommen       |
| 1961 | Aarno Walli                                        | Keine Übertragung                       | Poppe Berg               |
| 1962 | Aarno Walli                                        | Jan Sederholm                           | Poppe Berg               |
| 1963 | Aarno Walli                                        | Jan Sederholm                           | Poppe Berg               |
| 1964 | Aarno Walli                                        | –                                       | Poppe Berg               |
| 1965 | Aarno Walli                                        | Jerker Sundholm                         | Poppe Berg               |
| 1966 | Aarno Walli                                        | –                                       | Poppe Berg               |
| 1967 | Aarno Walli                                        | –                                       | Poppe Berg               |
| 1968 | Aarno Walli                                        | –                                       | Poppe Berg               |
| 1969 | Aarno Walli                                        | –                                       | Poppe Berg               |
| 1970 | Keine Übertragung                                  | Keine Übertragung                       | Auf Teilnahme verzichtet |
| 1971 | –                                                  | Matti Paalosmaa                         | Kein Punktesprecher      |
| 1972 | –                                                  | Åke Grandell                            | Kein Punktesprecher      |
| 1973 | –                                                  | –                                       | Kein Punktesprecher      |
| 1974 | Matti Paalosmaa                                    | Åke Grandell                            | Aarre Elo                |
| 1975 | Heikki Seppälä                                     | Keine Übertragung                       | Kaarina Pönniö           |
| 1976 | Heikki Seppälä                                     | Keine Übertragung                       | Erkki Vihtonen           |
| 1977 | –                                                  | Keine Übertragung                       | Kaarina Pönniö           |
| 1978 | –                                                  | Keine Übertragung                       | Kaarina Pönniö           |
| 1979 | Maati Paalosmaa                                    | Keine Übertragung                       | Kaarina Pönniö           |
| 1980 | Heikki Harma                                       | Keine Übertragung                       | Kaarina Pönniö           |
| 1981 | Ossi Runne                                         | Keine Übertragung                       | Annemi Genetz            |
| 1982 | Erkki Toivanen                                     | Keine Übertragung                       | Solveig Herlin           |
| 1983 | Erkki Pohjanheimo                                  | Keine Übertragung                       | Solveig Herlin           |
| 1984 | Heikki Seppälä                                     | Keine Übertragung                       | Solveig Herlin           |
| 1985 | Kari Lumikero                                      | Keine Übertragung                       | Annemi Genetz            |
| 1986 | Kari Lumikero                                      | Keine Übertragung                       | Solveig Herlin           |
| 1987 | Erkki Toivanen                                     | Keine Übertragung                       | Solveig Herlin           |
| 1988 | Erkki Pohjanheimo                                  | Keine Übertragung                       | Solveig Herlin           |
| 1989 | Heikki Harma                                       | Keine Übertragung                       | Solveig Herlin           |
| 1990 | Erkki Pohjanheimo & Ossi Runne                     | Keine Übertragung                       | Solveig Herlin           |
| 1991 | Erkki Pohjanheimo                                  | Johan Finne, Paul Olin & Wille Wilenius | Heidi Kokki              |
| 1992 | Erkki Pohjanheimo & Kati Bergman                   | Johan Finne, Paul Olin & Wille Wilenius | Solveig Herlin           |
| 1993 | Erkki Pohjanheimo & Kirsi-Maria Niemi              | Johan Finne, Paul Olin & Wille Wilenius | Solveig Herlin           |
| 1994 | Erkki Pohjanheimo & Kirsi-Maria Niemi              | –                                       | Solveig Herlin           |
| 1995 | Erkki Pohjanheimo & Olli Ahvenlahti                | Keine Übertragung                       | Nicht qualifiziert       |
| 1996 | Erkki Pohjanheimo, Sanna Kojo & Minna Pentti       | Keine Übertragung                       | Solveig Herlin           |
| 1997 | Aki Sirkesalo & Olli Ahvenlahti                    | Keine Übertragung                       | Nicht qualifiziert       |
| 1998 | Maria Guzenina & Sami Aaltonen                     | –                                       | Marjo Wilska             |
| 1999 | Jani Juntunen                                      | –                                       | Nicht qualifiziert       |
| 2000 | Jani Juntunen                                      | Keine Übertragung                       | Pia Mäkinen              |
| 2001 | Jani Juntunen & Asko Murtomäki                     | –                                       | Nicht qualifiziert       |
| 2002 | Maria Guzenina & Asko Murtomäki                    | Thomas Lundin                           | Marion Rung              |
| 2003 | Maria Guzenina & Asko Murtomäki                    | Thomas Lundin                           | Nicht qualifiziert       |
| 2004 | Markus Kajo & Asko Murtomäki                       | Thomas Lundin                           | Anna Stenlund            |
| 2005 | Jaana Pelkonen, Asko Murtomäki & Heikki Paasonen   | Thomas Lundin                           | Jari Sillanpää           |
| 2006 | Jaana Pelkonen, Asko Murtomäki & Heikki Paasonen   | Thomas Lundin                           | Nina Tapio               |
| 2007 | Ellen Jokikunnas, Asko Murtomäki & Heikki Paasonen | Thomas Lundin                           | Laura Voutilainen        |
| 2008 | Jaana Pelkonen, Asko Murtomäki & Mikko Peltola     | Thomas Lundin                           | Mikko Leppilampi         |
| 2009 | Jaana Pelkonen, Asko Murtomäki & Mikko Peltola     | Tobias Larsson                          | Jari Sillanpää           |
| 2010 | Jaana Pelkonen & Asko Murtomäki                    | Tobias Larsson                          | Johanna Pirttilahti      |
| 2011 | Tarja Närhi & Asko Murtomäki                       | Eva Frantz & Johan Lindroos             | Susan Aho                |
| 2012 | Tarja Närhi & Tobias Larsson                       | Eva Frantz & Johan Lindroos             | Mr. Lordi                |
| 2013 | Aino Töllinen & Juuso Mäkilähde                    | Eva Frantz & Johan Lindroos             | Kristiina Wheeler        |
| 2014 | Sanna Pirkkalainen & Jorma Hietamäki               | Eva Frantz & Johan Lindroos             | Redrama                  |
| 2015 | Aino Töllinen & Cristal Snow                       | Eva Frantz & Johan Lindroos             | Krista Siegfrids         |
| 2016 | Mikko Silvennoinen                                 | Eva Frantz & Johan Lindroos             | Jussi-Pekka Rantanen     |
| 2017 | Mikko Silvennoinen                                 | Eva Frantz & Johan Lindroos             | Jenni Vartiainen         |
| 2018 | Mikko Silvennoinen                                 | Eva Frantz & Johan Lindroos             | Anna Abreu               |
| 2019 | Mikko Silvennoinen & Krista Siegfrids              | Eva Frantz & Johan Lindroos             | Christoffer Strandberg   |
| 2021 | Mikko Silvennoinen                                 | Eva Frantz & Johan Lindroos             | Katri Norrlin            |
| 2022 | Mikko Silvennoinen                                 | Eva Frantz & Johan Lindroos             | Aksel Kankaanranta       |
| 2023 | Mikko Silvennoinen                                 | Eva Frantz & Johan Lindroos             | Bess                     |
| 2024 | Mikko Silvennoinen                                 | Eva Frantz & Johan Lindroos             | Käärijä Toni Laaksonen d |
| 2025 | Mikko Silvennoinen                                 | Eva Frantz & Johan Lindroos             | Jasmin Beloued           |

## Punktevergabe
Folgende Länder erhielten die meisten Punkte von oder vergaben die meisten Punkte an Finnland (Stand: 2025):
| Die meisten im Finale vergebenen Punkte | Die meisten im Finale vergebenen Punkte | Die meisten im Finale vergebenen Punkte |
| Platz                                   | Land                                    | Punkte                                  |
| --------------------------------------- | --------------------------------------- | --------------------------------------- |
| 1                                       | Schweden                                | 352                                     |
| 2                                       | Italien                                 | 197                                     |
| 3                                       | Israel                                  | 184                                     |
| 4                                       | Schweiz                                 | 176                                     |
| 5                                       | Frankreich                              | 173                                     |

| Die meisten im Finale erhaltenen Punkte | Die meisten im Finale erhaltenen Punkte | Die meisten im Finale erhaltenen Punkte |
| Platz                                   | Land                                    | Punkte                                  |
| --------------------------------------- | --------------------------------------- | --------------------------------------- |
| 1                                       | Schweden                                | 193                                     |
| 2                                       | Estland                                 | 161                                     |
| 3                                       | Norwegen                                | 160                                     |
| 4                                       | Island                                  | 127                                     |
| 5                                       | Irland                                  | 111                                     |

| Die meisten insgesamt vergebenen Punkte | Die meisten insgesamt vergebenen Punkte | Die meisten insgesamt vergebenen Punkte |
| Platz                                   | Land                                    | Punkte                                  |
| --------------------------------------- | --------------------------------------- | --------------------------------------- |
| 1                                       | Schweden                                | 427                                     |
| 2                                       | Estland                                 | 261                                     |
| 3                                       | Schweiz                                 | 248                                     |
| 4                                       | Israel                                  | 246                                     |
| 5                                       | Norwegen                                | 230                                     |

| Die meisten insgesamt erhaltenen Punkte | Die meisten insgesamt erhaltenen Punkte | Die meisten insgesamt erhaltenen Punkte |
| Platz                                   | Land                                    | Punkte                                  |
| --------------------------------------- | --------------------------------------- | --------------------------------------- |
| 1                                       | Schweden                                | 294                                     |
| 2                                       | Estland                                 | 287                                     |
| 3                                       | Island                                  | 232                                     |
| 4                                       | Norwegen                                | 227                                     |
| 5                                       | Vereinigtes Königreich                  | 178                                     |

### Vergaben der Höchstwertung
Seit 1975 vergab Finnland die Höchstpunktzahl an 21 verschiedene Länder, davon zehnmal nach Schweden. Im Halbfinale vergab Finnland die Höchstpunktzahl an 15 verschiedene Länder, davon je fünfmal an Estland und Island.
| Höchstwertung (Finale) | Höchstwertung (Finale) | Höchstwertung (Finale) |
| Jahr                   | Land                   | Platz (Finale)         |
| ---------------------- | ---------------------- | ---------------------- |
| 1975                   | Italien                | 3                      |
| 1976                   | Belgien                | 8                      |
| 1977                   | Frankreich             | 1                      |
| 1978                   | Deutschland            | 6                      |
| 1979                   | Israel                 | 1                      |
| 1980                   | Schweiz                | 4                      |
| 1981                   | Schweiz                | 4                      |
| 1982                   | Israel                 | 2                      |
| 1983                   | Jugoslawien            | 4                      |
| 1984                   | Italien                | 5                      |
| 1985                   | Schweden               | 3                      |
| 1986                   | Belgien                | 1                      |
| 1987                   | Irland                 | 1                      |
| 1988                   | Luxemburg              | 4                      |
| 1989                   | Dänemark               | 3                      |
| 1990                   | Frankreich             | 2                      |
| 1991                   | Italien                | 7                      |
| 1992                   | Italien                | 4                      |
| 1993                   | Norwegen               | 5                      |
| 1994                   | Ungarn                 | 4                      |
| 1995                   | Nicht qualifiziert     | Nicht qualifiziert     |
| 1996                   | Estland                | 5                      |
| 1997                   | Nicht qualifiziert     | Nicht qualifiziert     |
| 1998                   | Estland                | 12                     |
| 1999                   | Nicht qualifiziert     | Nicht qualifiziert     |
| 2000                   | Lettland               | 3                      |
| 2001                   | Nicht qualifiziert     | Nicht qualifiziert     |
| 2002                   | Frankreich             | 5                      |
| 2003                   | Nicht qualifiziert     | Nicht qualifiziert     |
| 2004                   | Schweden               | 6                      |
| 2005                   | Norwegen               | 9                      |
| 2006                   | Russland               | 2                      |
| 2007                   | Serbien                | 1                      |
| 2008                   | Norwegen               | 5                      |
| 2009                   | Estland                | 6                      |
| 2010                   | Deutschland            | 1                      |
| 2011                   | Ungarn                 | 22                     |
| 2012                   | Schweden               | 1                      |
| 2013                   | Norwegen               | 4                      |
| 2014                   | Österreich             | 1                      |
| 2015                   | Schweden               | 1                      |
| 2016                   | Schweden (J)           | 5                      |
| 2016                   | Ukraine (T)            | 1                      |
| 2017                   | Schweden (J)           | 5                      |
| 2017                   | Portugal (T)           | 1                      |
| 2018                   | Israel (J)             | 1                      |
| 2018                   | Estland (T)            | 8                      |
| 2019                   | Schweden (J)           | 5                      |
| 2019                   | Island (T)             | 10                     |
| 2020                   | Wettbewerb abgesagt    | Wettbewerb abgesagt    |
| 2021                   | Schweiz (J)            | 3                      |
| 2021                   | Island (T)             | 4                      |
| 2022                   | Schweden (J)           | 4                      |
| 2022                   | Ukraine (T)            | 1                      |
| 2023                   | Schweden (J)           | 1                      |
| 2023                   | Norwegen (T)           | 5                      |
| 2024                   | Schweiz (J)            | 1                      |
| 2024                   | Israel (T)             | 5                      |
| 2025                   | Österreich (J)         | 1                      |
| 2025                   | Schweden (T)           | 4                      |

| Höchstwertung (Halbfinale) | Höchstwertung (Halbfinale) | Höchstwertung (Halbfinale) |
| Jahr                       | Land                       | Platz (Halbfinale)         |
| -------------------------- | -------------------------- | -------------------------- |
| 2004                       | Estland                    | 11                         |
| 2005                       | Norwegen                   | 6                          |
| 2006                       | Bosnien und Herzegowina    | 2                          |
| 2007                       | Island                     | 13                         |
| 2008                       | Norwegen                   | 4                          |
| 2009                       | Island                     | 1                          |
| 2010                       | Estland                    | 14                         |
| 2011                       | Ungarn                     | 7                          |
| 2012                       | Russland                   | 1                          |
| 2013                       | Island                     | 6                          |
| 2014                       | Österreich                 | 1                          |
| 2015                       | Belgien                    | 2                          |
| 2016                       | Niederlande (J)            | 5                          |
| 2016                       | Estland (T)                | 18                         |
| 2017                       | Schweden (J)               | 3                          |
| 2017                       | Portugal (T)               | 1                          |
| 2018                       | Israel (J)                 | 1                          |
| 2018                       | Estland (T)                | 5                          |
| 2019                       | Australien (J)             | 1                          |
| 2019                       | Island (T)                 | 3                          |
| 2020                       | Wettbewerb abgesagt        | Wettbewerb abgesagt        |
| 2021                       | Schweiz (J)                | 1                          |
| 2021                       | Island (T)                 | 2                          |
| 2022                       | Schweden (J)               | 1                          |
| 2022                       | Estland (T)                | 5                          |
| 2023                       | Tschechien                 | 4                          |
| 2024                       | Kroatien                   | 1                          |
| 2025                       | Israel                     | 1                          |

## Verschiedenes
- 2006, als mit Lordi zum ersten Mal ein finnischer Act den ESC gewann, war Finnland bereits 38 mal angetreten und war damit bis dahin das Land, das am längsten auf einen Sieg warten musste. Die bis dahin beste Platzierung war ein sechster Platz im Jahr 1973 gewesen. 2017 konnte Portugal diesen Rekord aber brechen. Sie gewannen erst im 49. Anlauf.
- Die finnische Interpretin von 2013, Krista Siegfrids, führte am Ende ihres Auftritts mit einer ihrer Backgroundsängerinnen den ersten homosexuellen Kuss in der Geschichte des ESC auf. Aufgrund dieses Kusses sagte unter anderem die Türkei ihre Übertragung des Finales ab.
- Mit einer Länge von unter zwei Minuten ist Aina mun pitää von Pertti Kurikan Nimipäivät der kürzeste Beitrag in der Geschichte des ESC.

## Impressionen

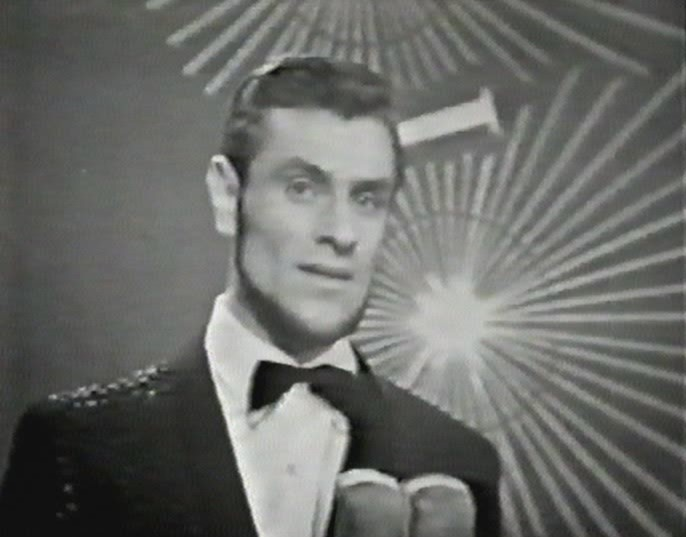
Viktor Klimenko 1965
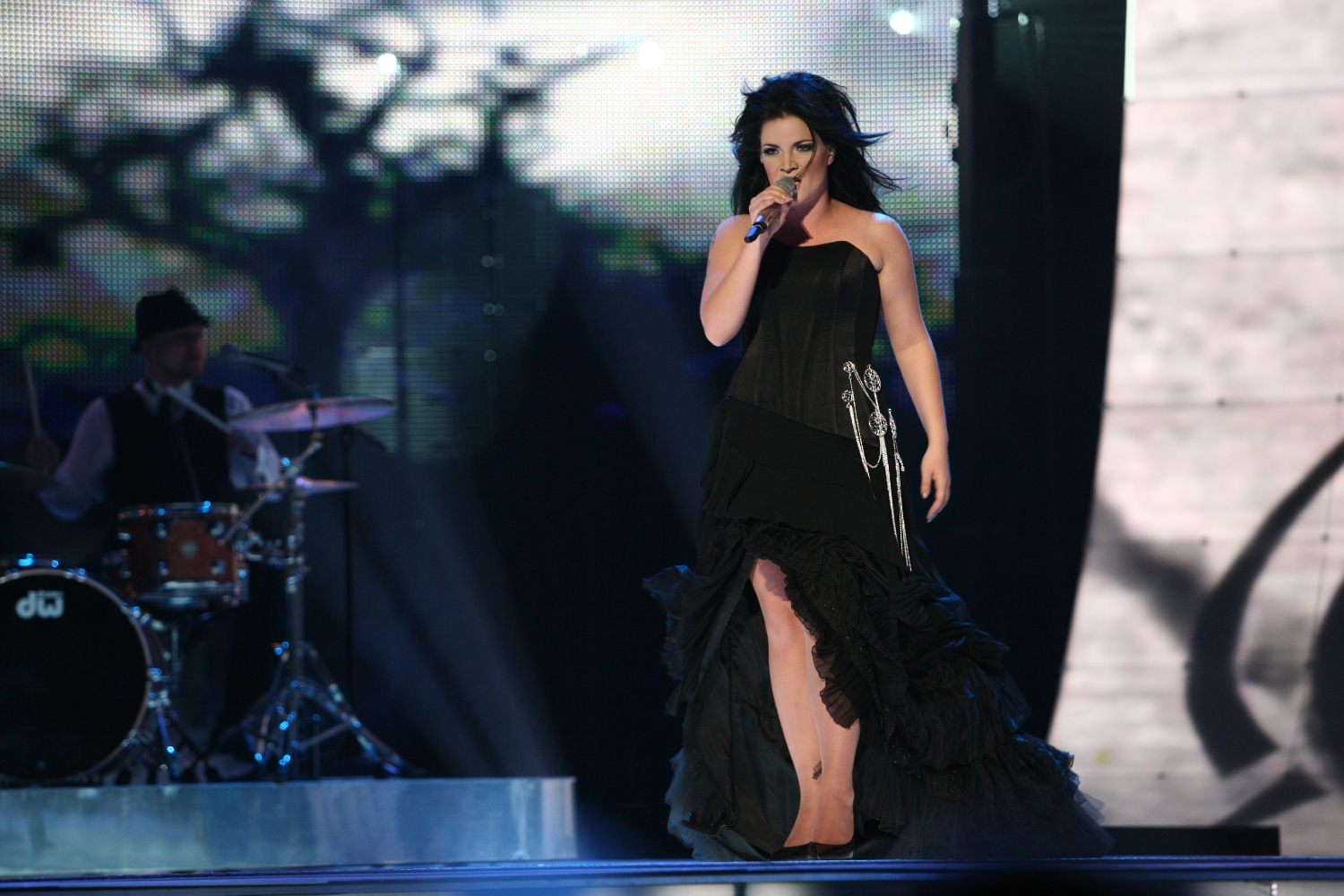
Hanna Pakarinen 2007
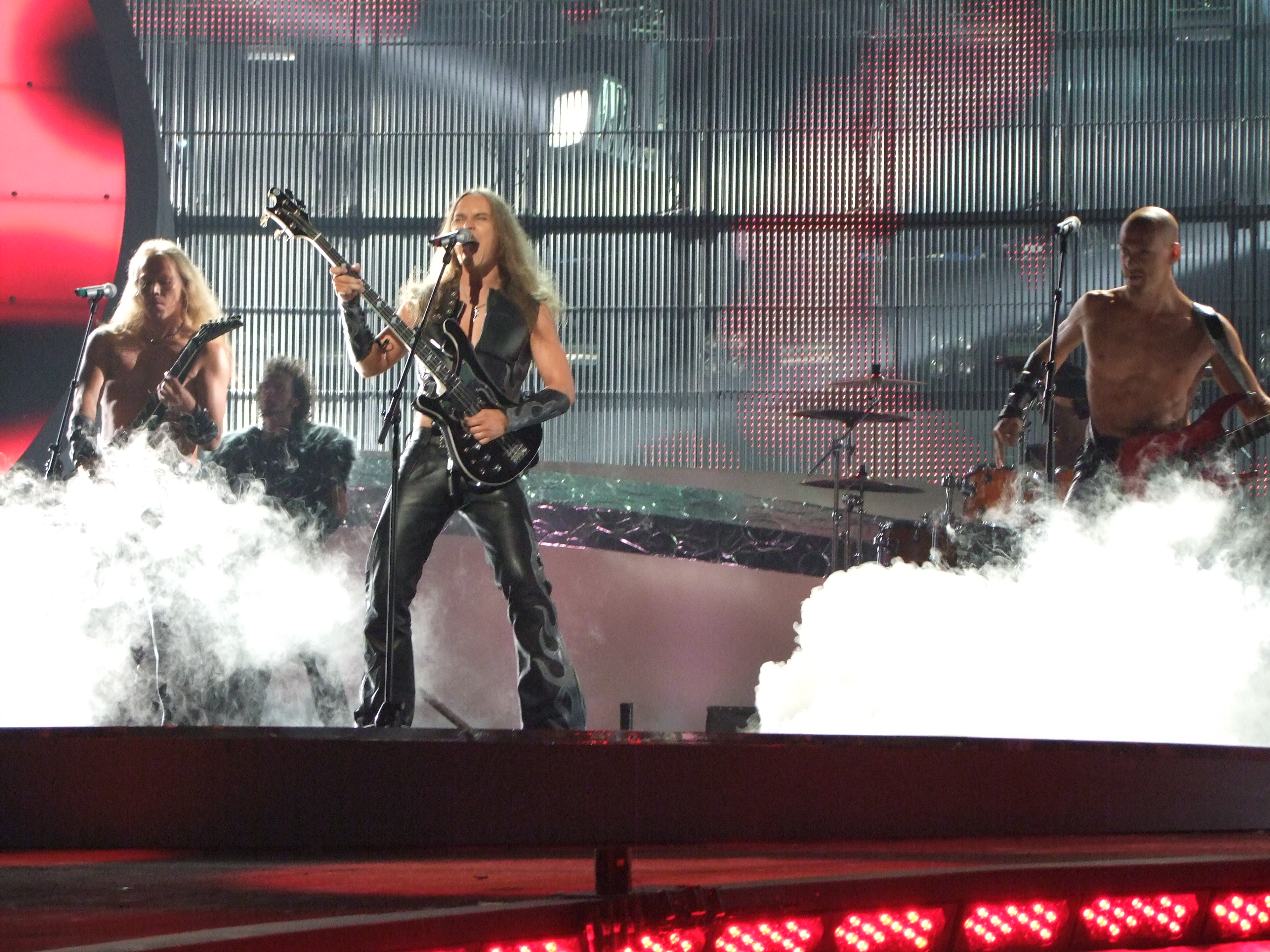
Teräsbetoni 2008
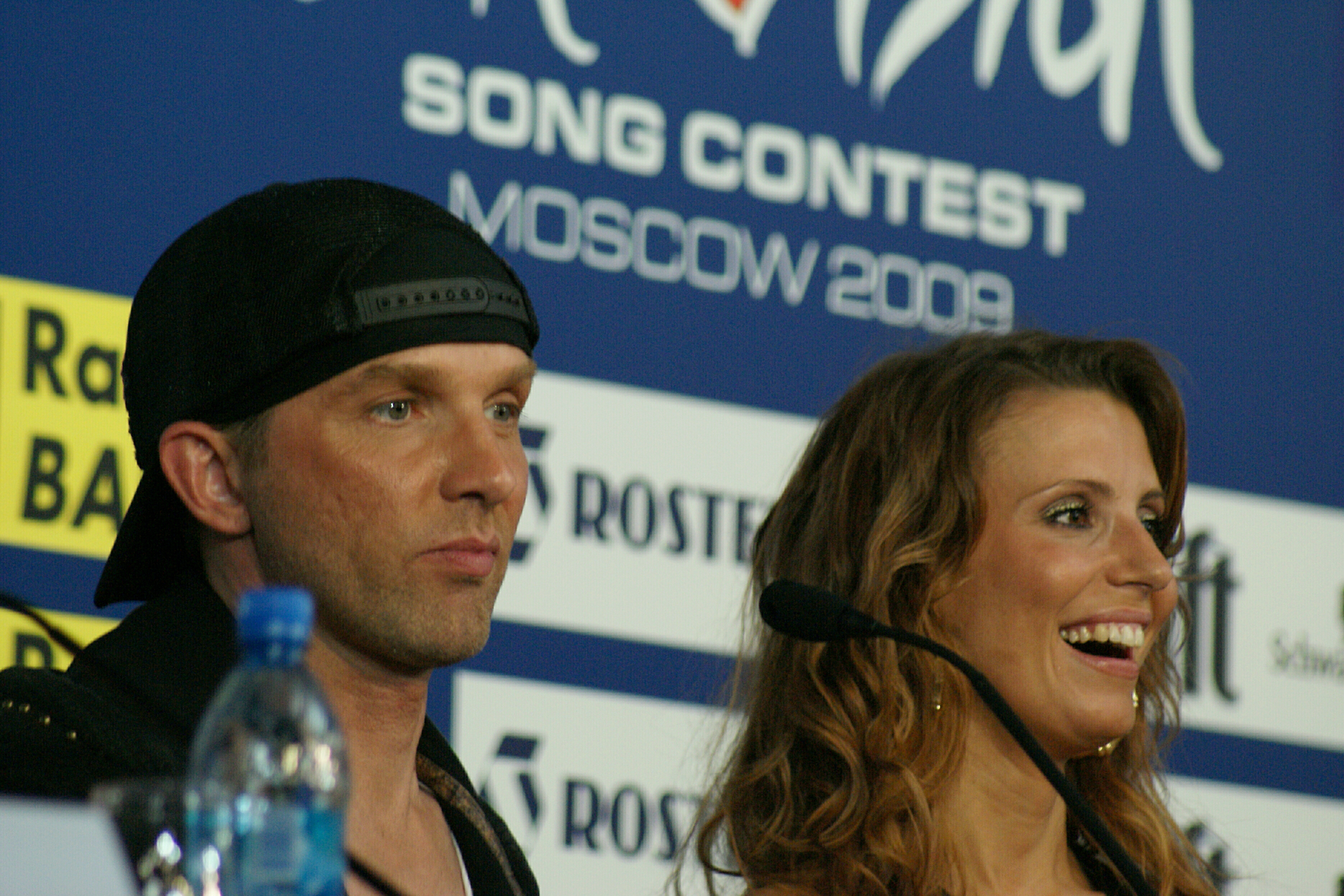
Waldo's People 2009
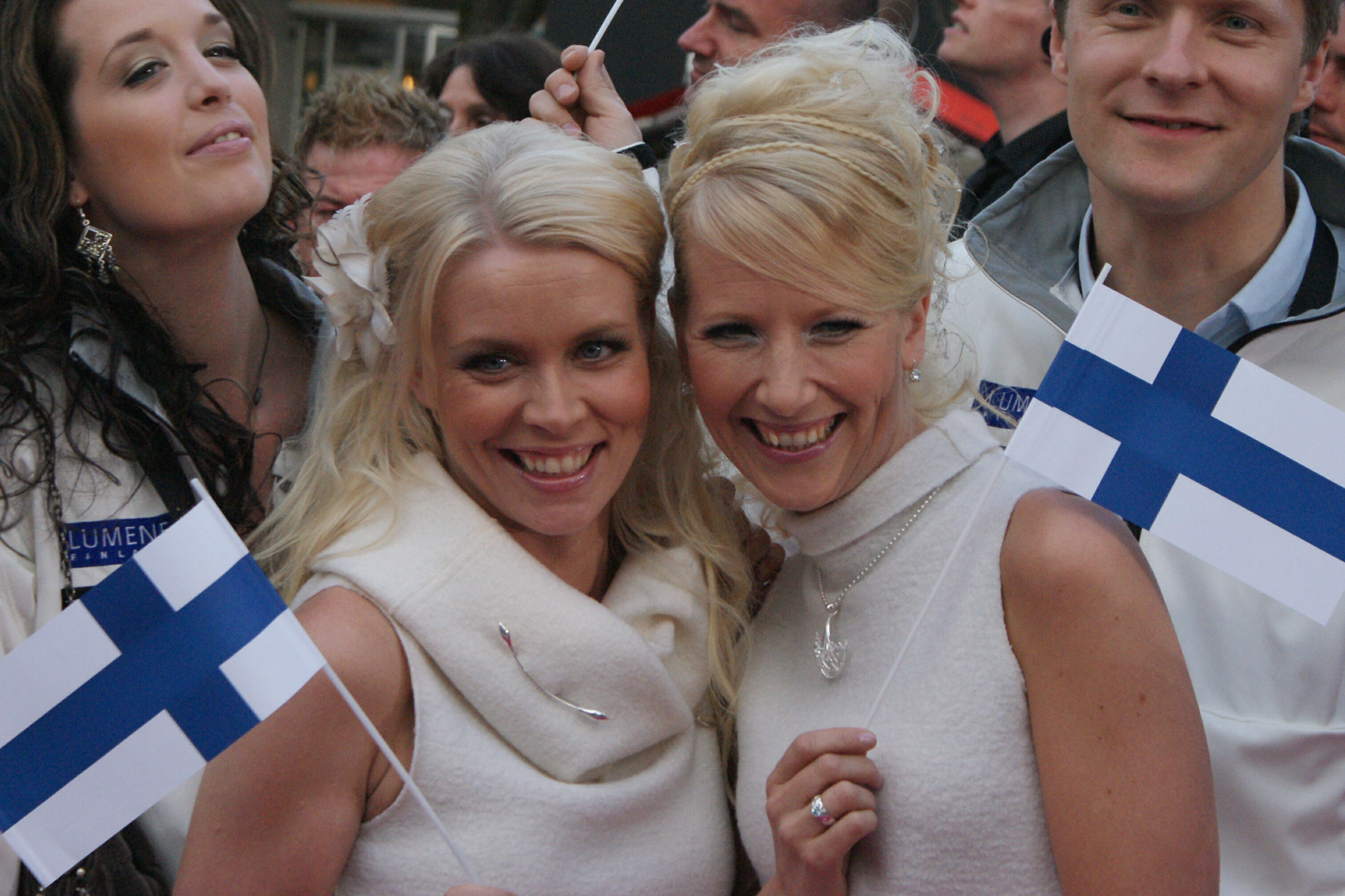
Kuunkuiskaajat 2010
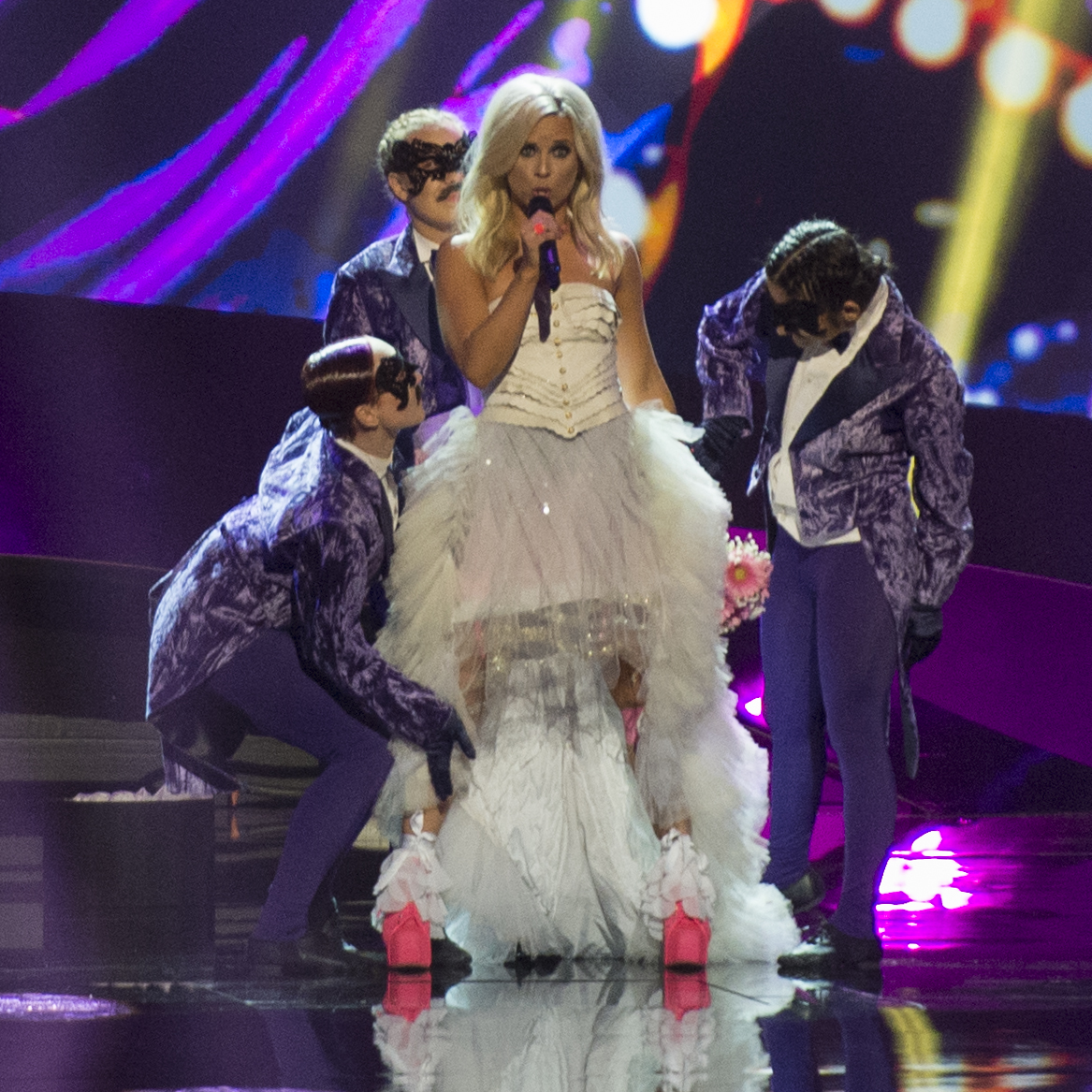
Krista Siegfrids 2013
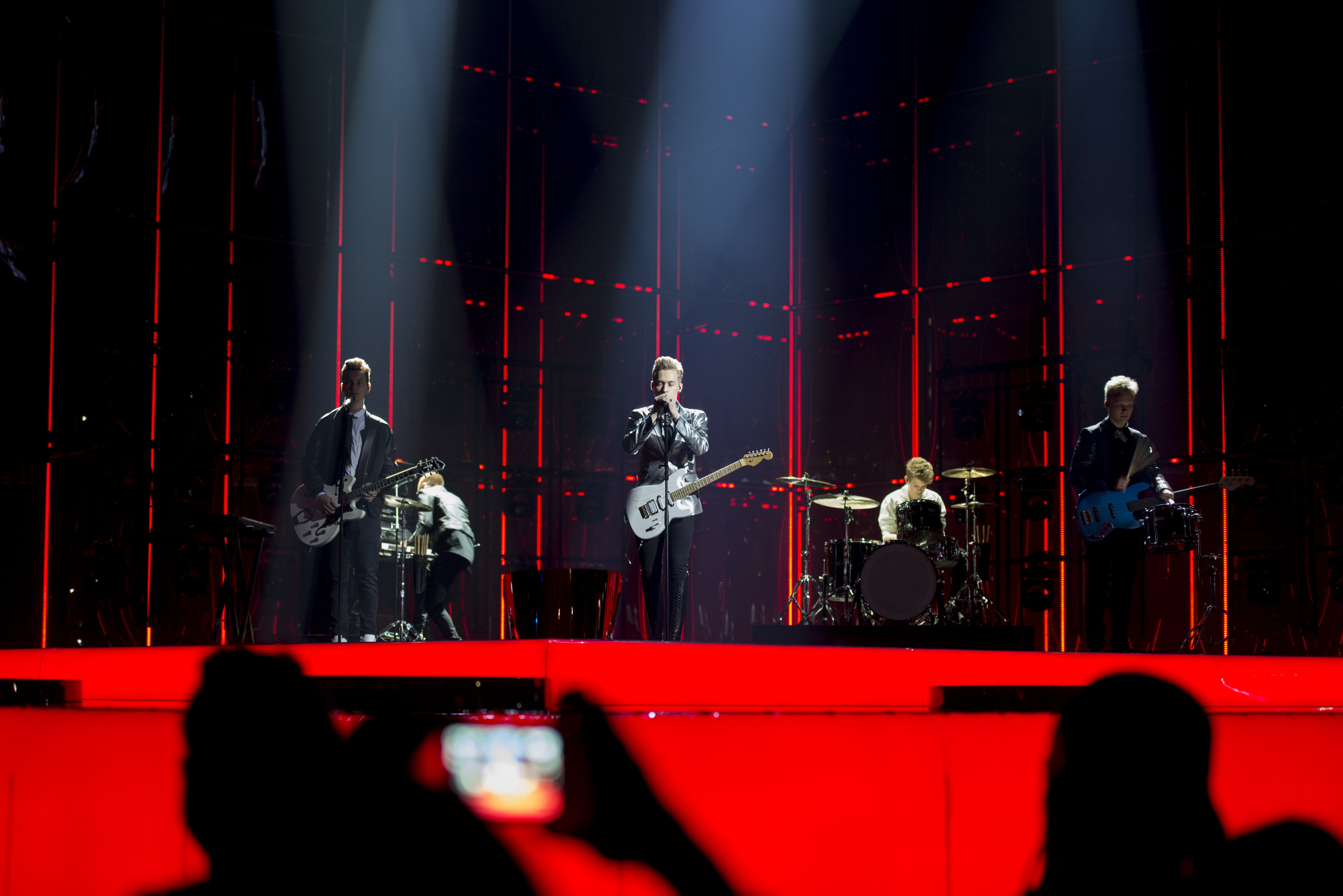
Softengine 2014
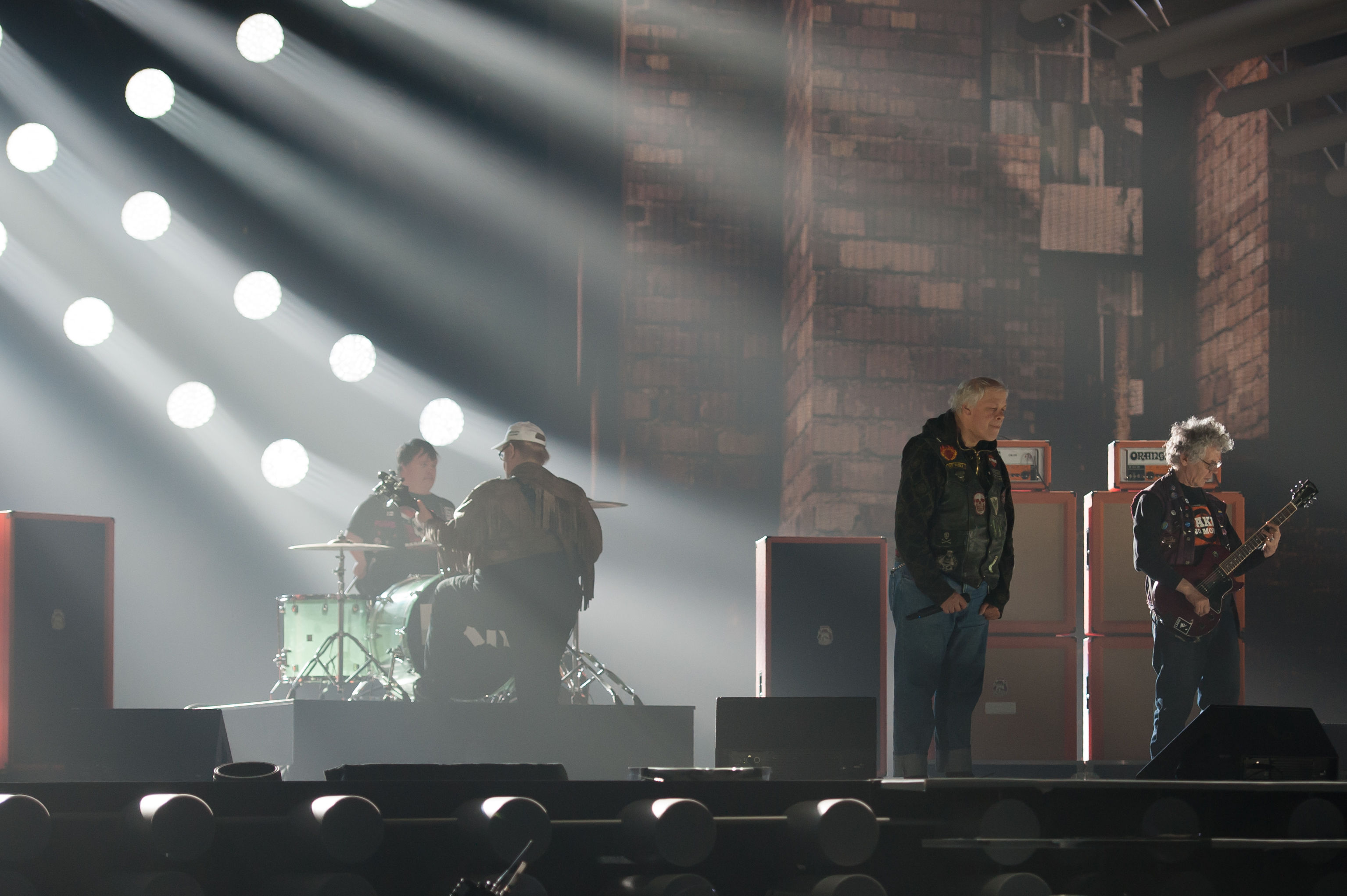
Pertti Kurikan Nimipäivät 2015
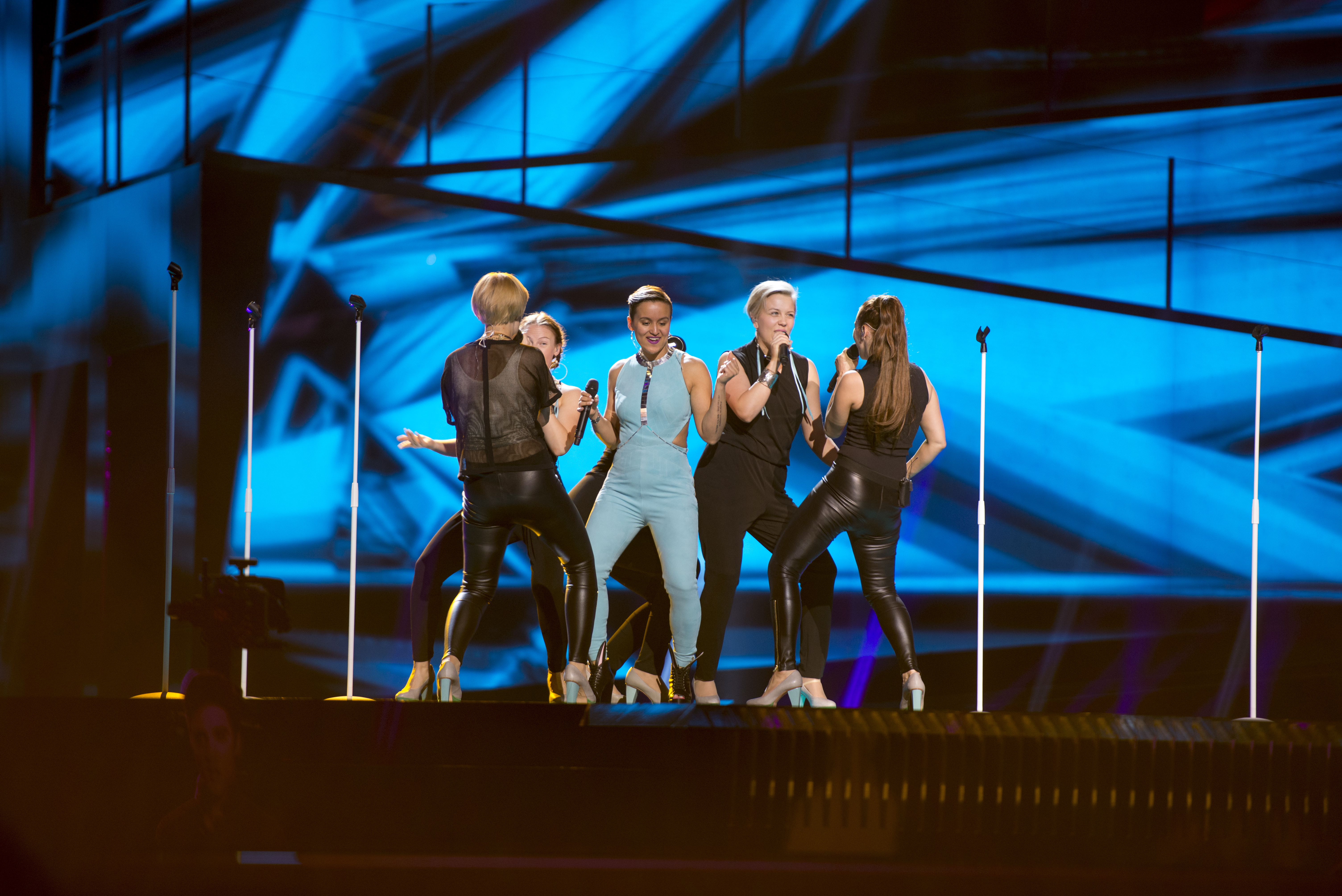
Sandhja 2016
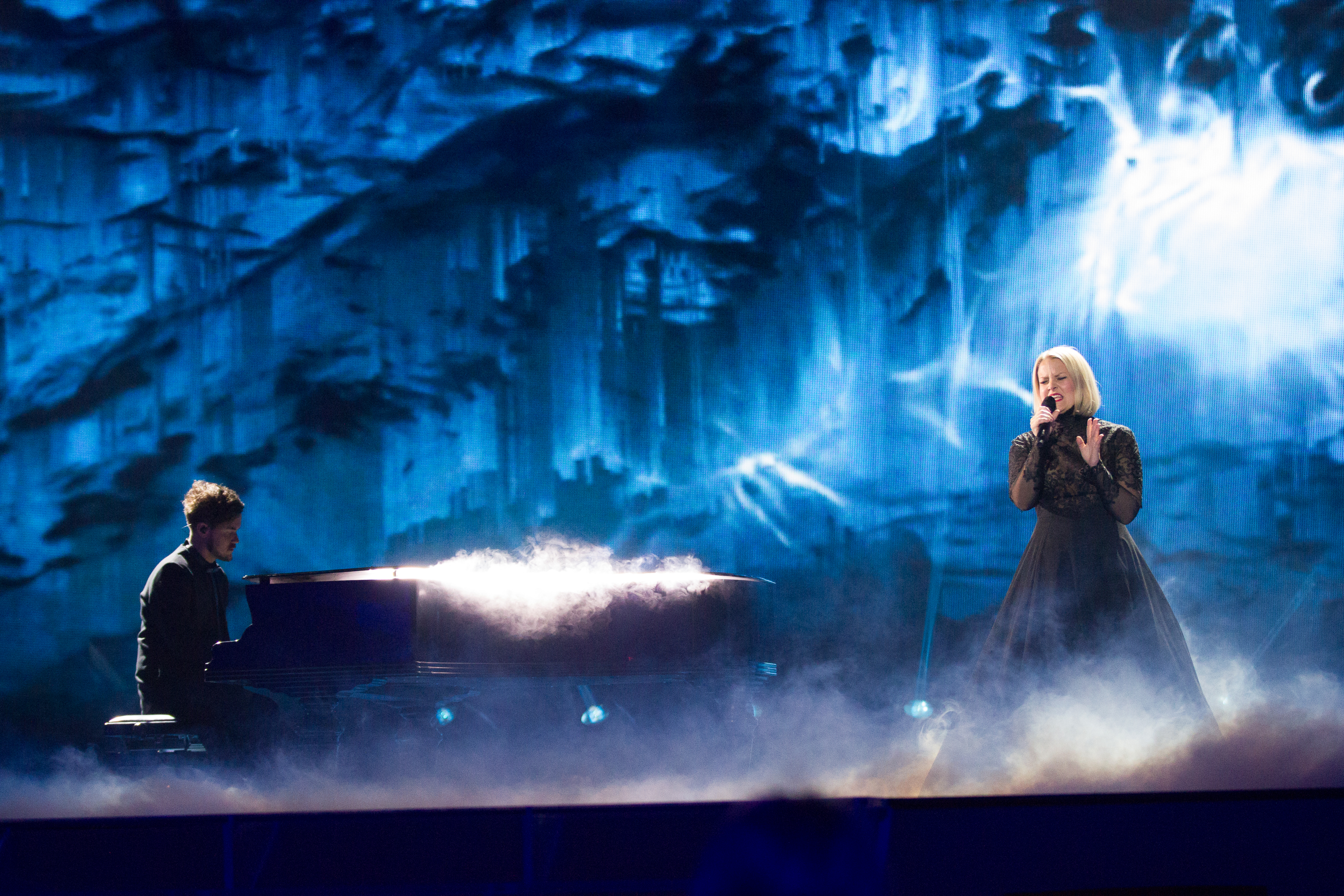
Norma John 2017
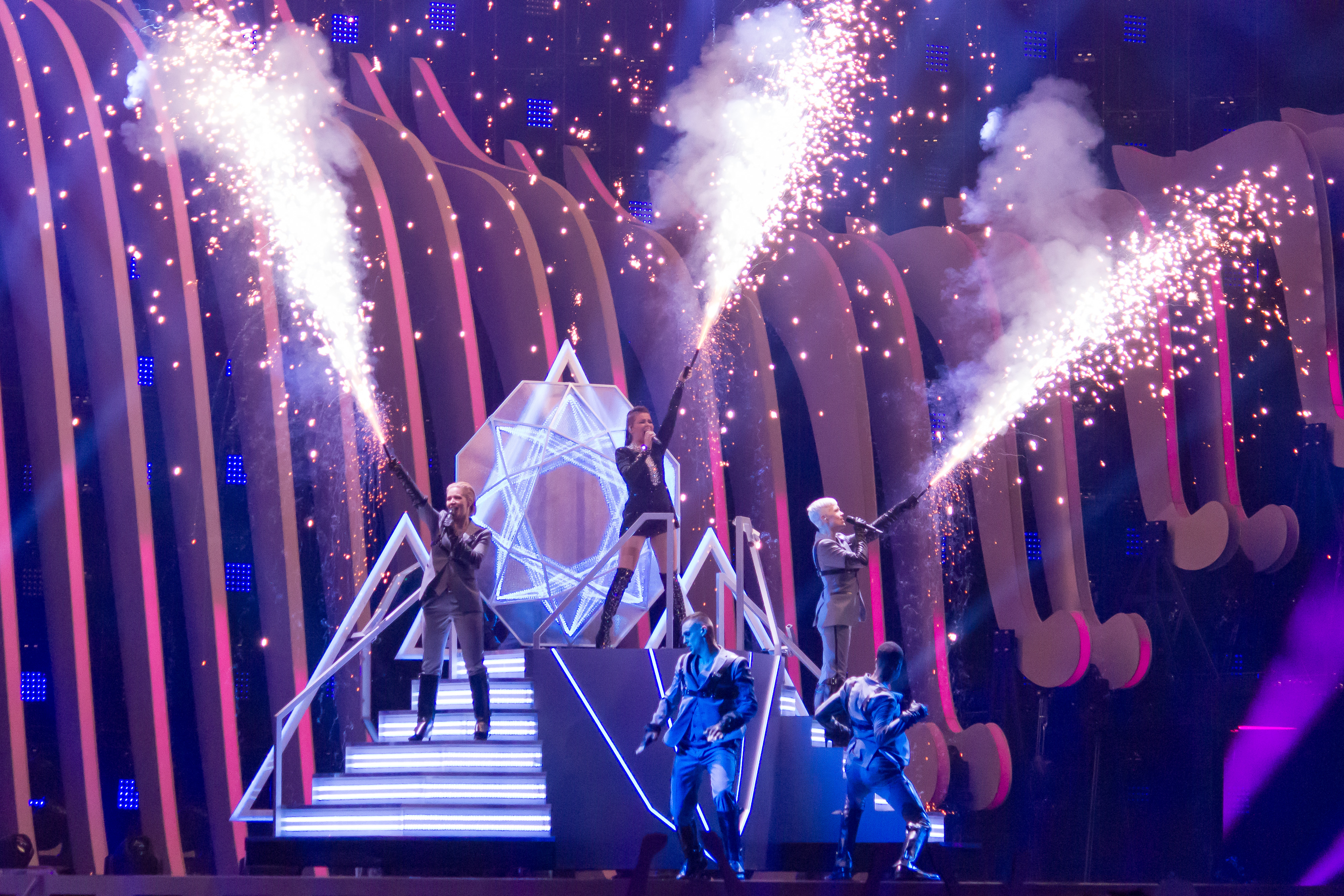
Saara Aalto 2018
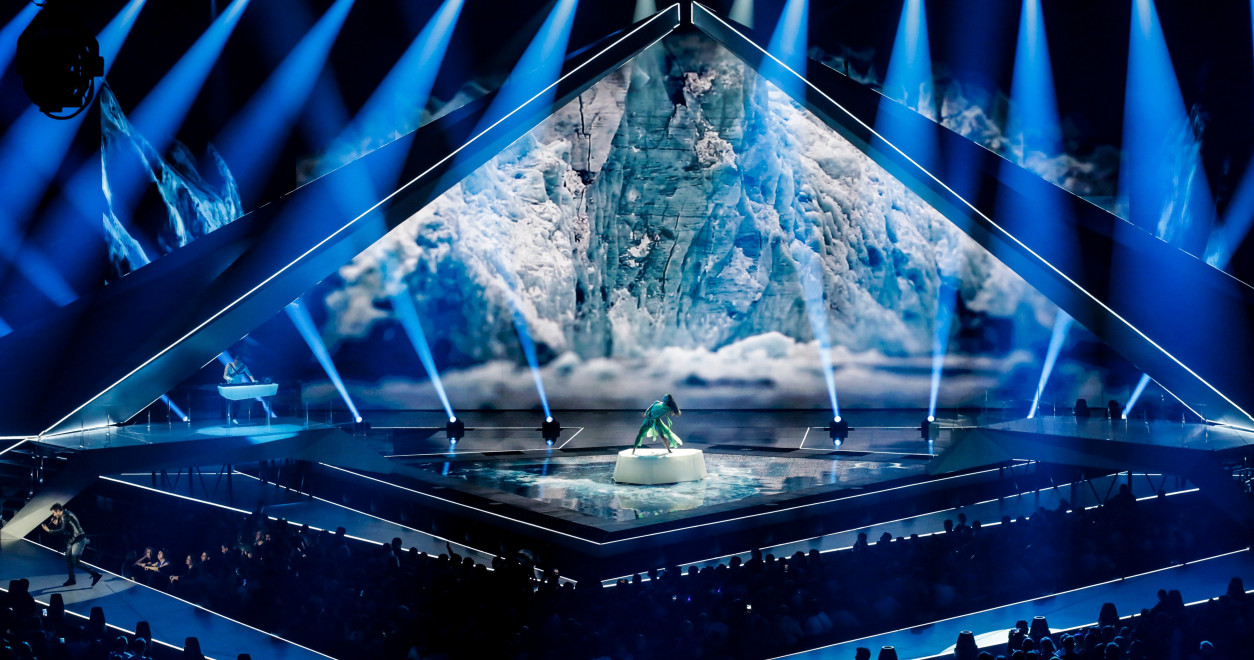
Darude feat. Sebastian Rejman 2019
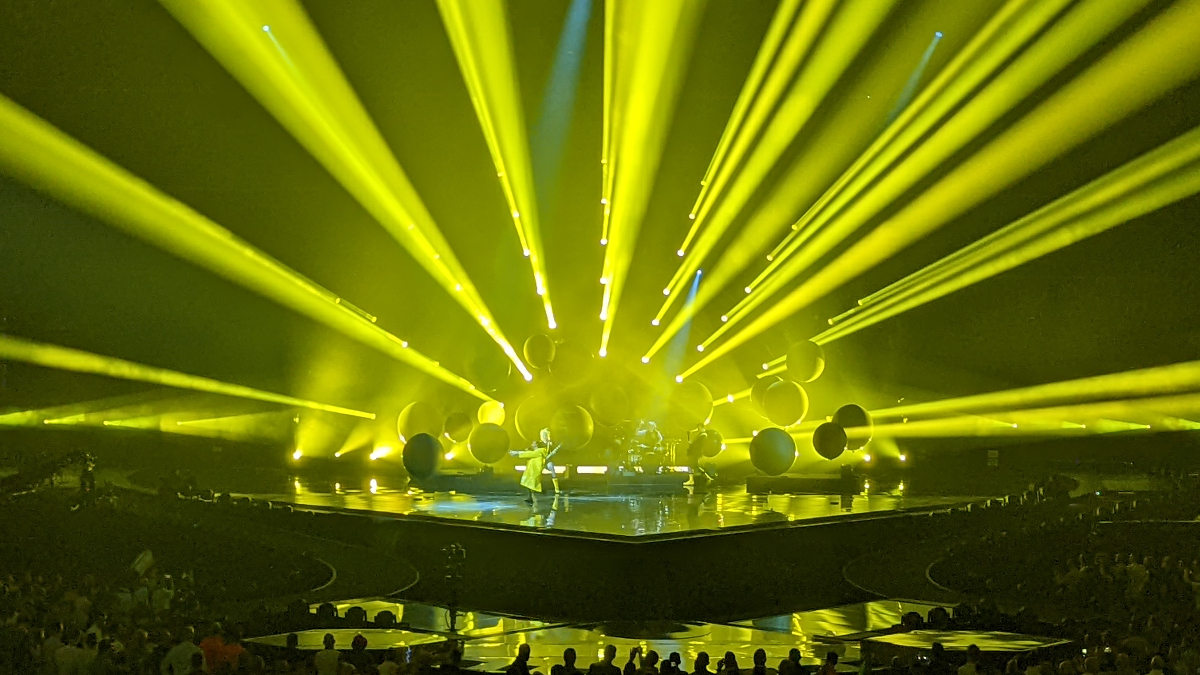
The Rasmus 2022
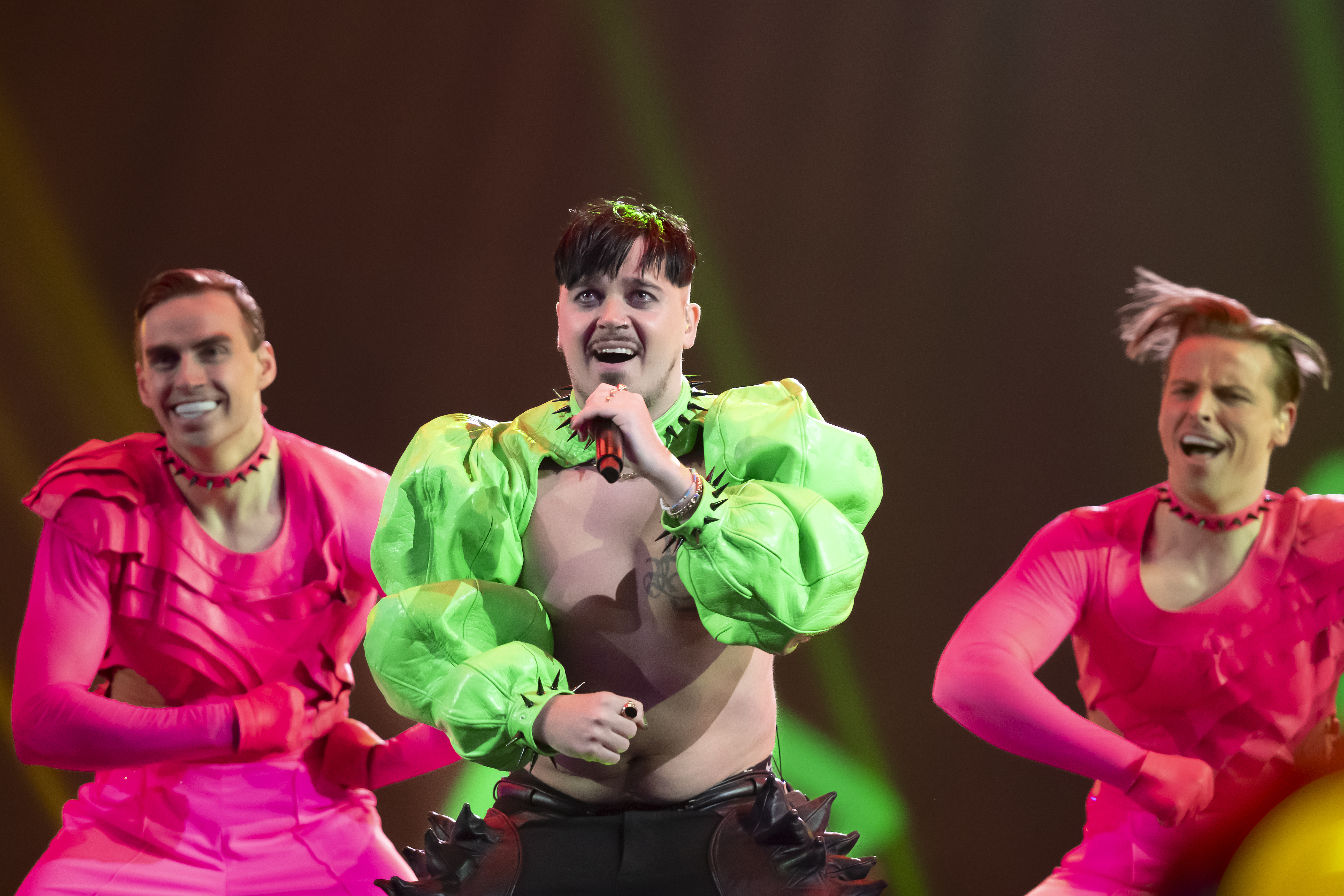
Käärijä 2023
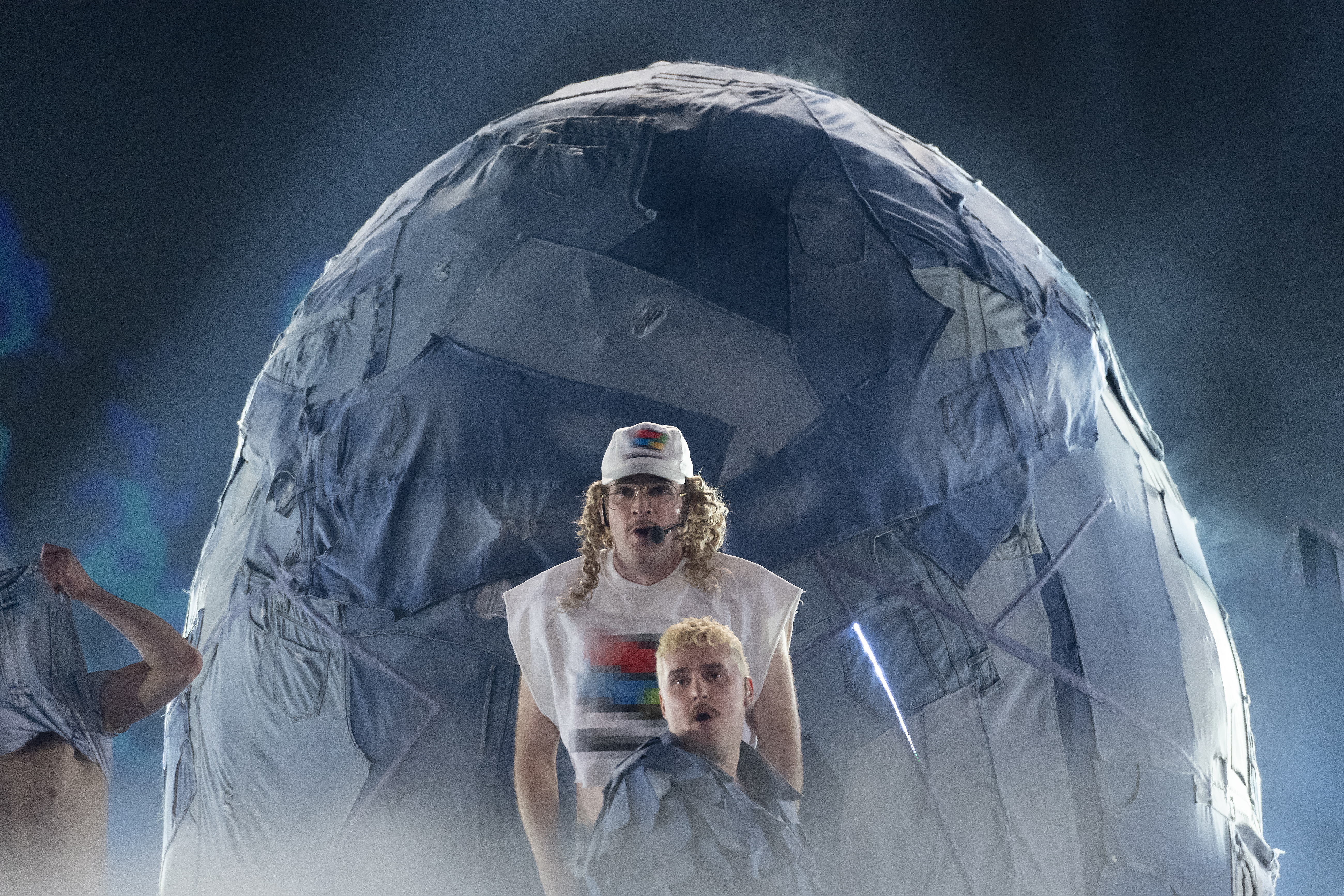
Windows95man 2024
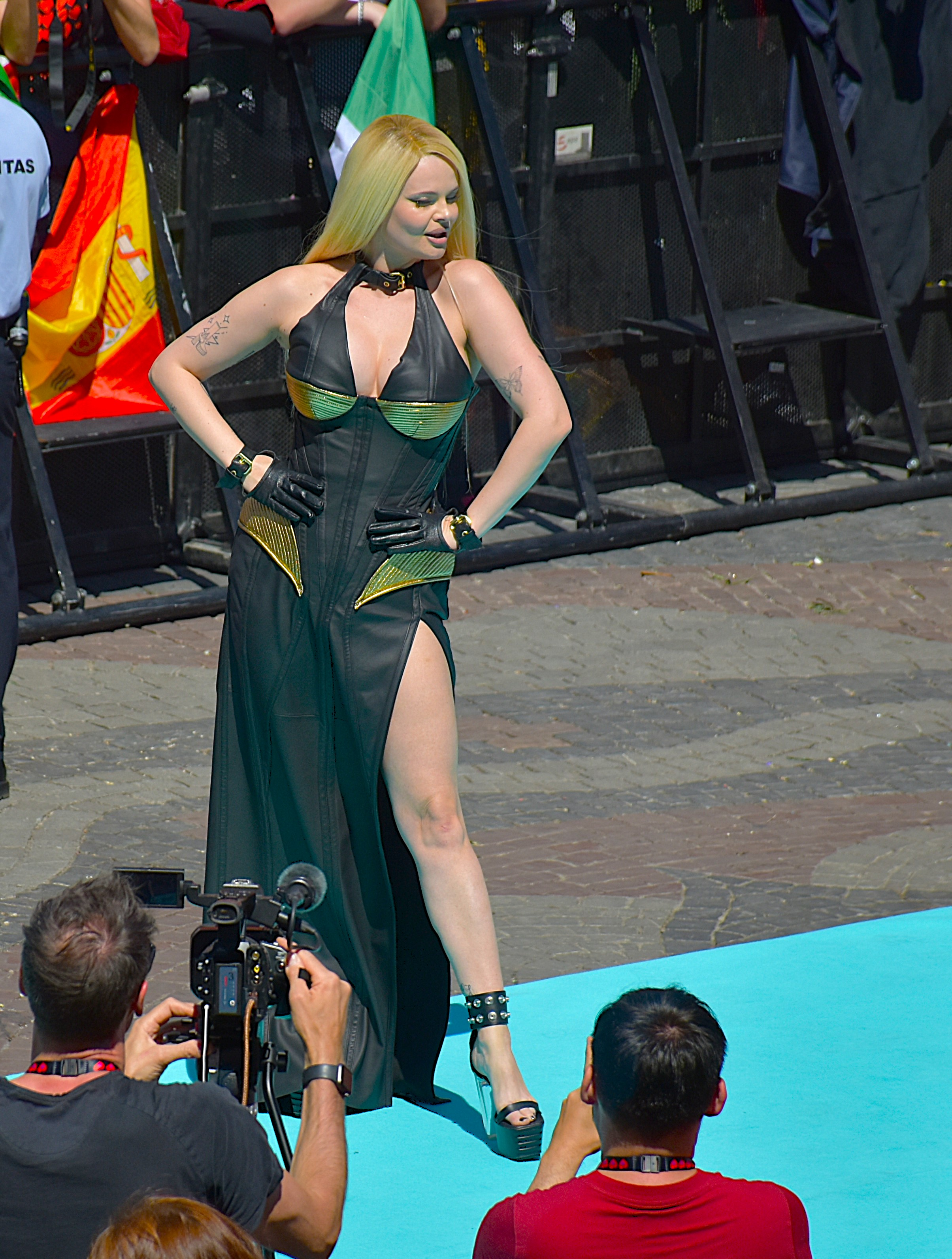
Erika Vikman 2025